# História da democracia

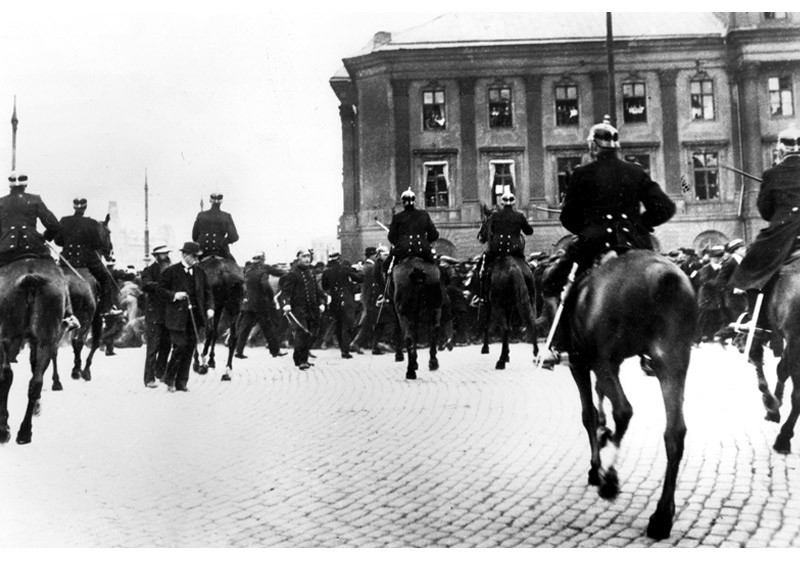
Protesto reivindicando o sufrágio universal em Estocolmo, Suécia. Atualmente, uma das características geralmente relacionadas ao conceito de democracia é o reconhecimento do voto universal de ambos os gêneros

A história da democracia refere-se a um conjunto de processos históricos cuja origem é tradicionalmente localizada na Atenas clássica e por meio dos quais foram forjados discursos e práticas políticas de cunho democrático. Democracia, por sua vez, é um conceito de difícil definição, fundamentado na noção de uma comunidade política na qual todas as pessoas possuem o direito de participar dos processos políticos e de debater ou decidir políticas igualmente e, na acepção moderna, na qual certos direitos são universalizados a partir dos princípios de liberdade de expressão e dignidade humana. O conceito de democracia, embora estreitamente vinculado à ideia de lei e ao constitucionalismo, não se resume à igualdade jurídica, e também depende do acesso democrático (isto é, igual para todos) a espaços e benefícios sociais diversos, sobretudo do ponto de vista das esquerdas.
O termo democracia é de origem grega (δημοκρατία, dēmokratía) e quer dizer "poder do povo". Na Grécia Antiga, o termo foi muitas vezes empregado de forma depreciativa, uma vez que a maior parte dos intelectuais gregos, entre eles Platão e Aristóteles, era contrária a um governo de iniciativa popular.

## Pré-história
Antropólogos costumam afirmar que formas de protodemocracia remontam à época na qual os humanos se organizavam em pequenos bandos de caçadores-coletores que antecedem o estabelecimento de sociedades agrárias e sedentárias, sendo que ainda existem alguns pequenos grupos humanos remanescentes que ainda vivem nesse estado civilizacional nos dias atuais. Trata-se de grupos que, geralmente, agregam entre 50 e 100 indivíduos, muitas vezes ligados por laços familiares. Em tais grupos, as decisões são tomadas por consenso ou por maioria - muitas vezes, sem a designação de um chefe.
Esses tipos de comunidades são comumente identificados como tribalismo ou democracia primitiva. Nesse sentido, uma democracia primitiva geralmente toma forma em pequenas comunidades ou aldeias quando ocorrem discussões face a face entre os integrantes de uma aldeia, conselho ou com um líder que tem o apoio dos anciãos da aldeia ou outras formas cooperativas de governo.
Isso se torna mais complexo em uma escala maior, como quando a vila e a cidade são examinadas mais amplamente como comunidades políticas. Todas as outras formas de governo – incluindo a monarquia, tirania, aristocracia e oligarquia – floresceram em centros mais urbanos, geralmente aqueles com populações concentradas.

## Antiguidade

### Fenícia
Segundo o relato das Aventuras de Unamón, um comerciante egípcio que viajou, por volta de 1100 a.C., para a cidade fenícia de Biblos para comprar madeira (cedro-do-líbano). Entretanto, depois de carregar sua madeira, um grupo de piratas tomou o seu navio de carga.
Depois disso, Unamón fez uma reclamação e o príncipe fenício de Biblos foi chamado para resolver o problema e convocou seu mw-d'wt, uma antiga palavra semítica que significa assembleia, para tomar uma decisão.
Esse relato revela que naquela cidade, algumas ações eram feitas a partir de deliberações feitas em assembleias.

### Mesopotâmia
Segundo Thorkild Jacobsen, no início da civilização sumeriana, reis como Gilgamés não detinham o poder autocrático que os governantes mesopotâmicos posteriores exerceram. Em vez disso, as principais cidades-estados funcionava com conselhos de anciãos e "jovens" (provavelmente homens livres portando armas) que possuíam a autoridade política final e tinham que ser consultados em todas as questões importantes, como a guerra.

### Subcontinente indiano
Entre os séculos VI a.C. e IV d.C. existiram algumas tribos do Subcontinente Indiano que adotaram instituições democráticas, tais como: os Xáquias, os Koliyas, os Mallas e os Licchavis.

### Esparta
Esparta se diferenciava das outras cidades-estados gregas por rejeitar a riqueza privada como um diferenciador social primário, sendo, portanto, um tipo peculiar de oligarquia e alguns estudiosos reconhecem a existência de aspectos democráticos na sociedade espartana. Uma das características pecuriares da da sociedade espartana era a Agogê, um sistema de educação pública obrigatório para os jovens cidadãos do sexo masculino.

### Democracia Ateniense
Considerada a matriz da democracia moderna, a democracia ateniense vigorou por muitos anos após a instauração de sua forma primitiva com as reformas de Sólon por volta dos anos 590 a.C. Embora a democracia possa ser definida como "o governo do povo, pelo povo e para o povo", é importante lembrar que o significado de "governo" e "povo" na Atenas Antiga difere daquele das democracias contemporâneas. Enquanto a democracia contemporânea em geral considera o governo um corpo formado por representantes eleitos, e o "povo" (geralmente) como um conjunto de cidadãos próprios de uma nação, homens e mulheres, acima dos 18 anos, os atenienses consideravam o "governo" como sendo a assembleia (eclésia) que tomava decisões diretamente (sem intermédio de representantes) e o "povo" (geralmente) como os homens atenienses maiores de 18 anos.
Tradicionalmente, a trajetória política da democracia ateniense é remontada a Sólon. Segundo os autores gregos, Sólon era um reformador que teria ampliado o poder da Assembléia popular da cidade, além de ter criado a Bulé, um conselho formado por quinhentos homens atenienses escolhidos por sorteio. Clístenes, um reformador que foi descrito pelos autores clássicos como o “pai” da democracia ateniense, outorgou um poder ainda maior ao corpo de cidadãos atenienses, isto é, os homens atenienses (de pai e mãe atenienses) maiores de trinta anos. No seu auge, a democracia ateniense consistia, basicamente, na soberania da assembléia popular, na qual todos os cidadãos tinham direitos iguais de voto e fala, a despeito de suas condições econômicas ou de sua instrução. A assembléia ateniense decidia virtualmente tudo na democracia ateniense. Os maiores oficiais do estado, os estrategos, eram eleitos para permanecer no cargo por apenas um ano, e não havia possibilidade de reeleição. Quase todos os outros cargos públicos da pólis eram preenchidos por cidadãos escolhidos por sorteio, de forma que todos os atenienses eram obrigados a participar da vida política da cidade. Com efeito, os gregos acreditavam que o método de escolha pela sorte era essencialmente democrático, enquanto as eleições baseavam-se num princípio aristocrático: a escolha dos “melhores”.
O conselho dos quinhentos era uma instituição política responsável por administrar eventos públicos e organizar as reuniões da assembléia popular. Esse conselho também era formado por cidadãos escolhidos aleatoriamente de acordo com um sistema estabelecido pelo próprio Sólon. Os cargos eram rotativos e os membros do conselho duravam apenas um ano no cargo. Outra célebre instituição política da democracia ateniense era o conjunto dos júris populares (δικαστήρια). Não havia nada que se assemelhasse a um juiz na democracia ateniense. Os casos de ofensa, sacrilégio, “inconstitucionalidade” e outros crimes eram julgados por um júri escolhido à sorte dentre um grupo de cidadãos que se candidatava para esse serviço. Os litigantes realizavam sua defesa ou acusação sem auxílio de “advogados” e aguardavam uma decisão peremptória dos jurados.
Os gregos foram o primeiro povo a pensar formalmente a democracia como um regime político, mas há evidências da existência de práticas democráticas em outras sociedades mais antigas. De qualquer forma, como disse o historiador Moses I. Finley,
| “ | foram os gregos que descobriram não apenas a democracia, mas também a política – a arte de decidir através da discussão pública – e, então, de obedecer às decisões como condição necessária da existência social civilizada. Não pretendo negar a possibilidade de que houvesse exemplos anteriores de democracias, as chamadas democracias tribais, por exemplo, ou as democracias na antiga Mesopotâmia, que alguns assiriologistas acreditam poder reconstituir através de investigação. Quaisquer que possam ser os fatos sobre estas últimas, eles não tiveram impacto histórico algum nas sociedades mais recentes. Os gregos, e apenas os gregos, descobriram a democracia nesse sentido; exatamente como Cristóvão Colombo, e não algum navegador viking, descobriu a América. | ” |

A democracia ateniense era direta, e nisso se diferencia de nossas democracias modernas. Segundo o historiador Morgens Herman Hansen “Nos estados modernos, temos a tendência de associar o poder executivo e o governo ao Estado, ao invés de associá-lo ao povo; mas, em uma pólis democrática, particularmente em Atenas, os órgãos do governo coincidiam amplamente com o corpo de cidadãos.” Sabemos, contudo, que a democracia ateniense marginalizava vários habitantes da pólis, como escravos e mulheres. Com efeito, pode-se dizer que de um total de 430 000 habitantes atenienses (contando mulheres e metecos), apenas 60 000 gozavam do benefício da cidadania.

#### Imagens da democracia ateniense
Na antiguidade, a democracia foi interpretada de forma pejorativa, mas também como uma das maiores conquistas culturais dos gregos. A esse respeito, Tucídides relata em sua História da Guerra do Peloponeso que Péricles teria dito, em um discurso, o seguinte:
| “ | "Vivemos sob a forma de governo que não se baseia nas instituições de nossos vizinhos; ao contrário, servimos de modelo a alguns ao invés de imitar os outros. Seu nome, como tudo o que depende não de poucos mas da maioria, é democracia. Quando se trata de resolver disputas privadas, todos são iguais perante a lei. Ninguém, na medida em que é passível de servir o estado, é mantido à margem da política por conta da pobreza. E, assim como nossa vida política é aberta e livre, assim também é o nosso dia a dia e nossas relações uns com os outros." | ” |

Para Ésquines, por exemplo, a democracia era como uma articulação de igualdade e liberdade que, por sua vez, promovia a felicidade dos cidadãos. Uma visão diferente é apresentada por Platão, que considerava a democracia uma espécie de anarquia da opinião, na qual a perspectiva dos ignorantes e mal instruídos se sobrepunha à opinião dos mais sábios. Aristóteles, por sua vez, considerava que um princípio democrático deveria existir na constituição de um bom governo, mas apenas se regulado por um princípio aristocrático. É interessante notar que Aristóteles defende que a democracia pode vir a ser mais vantajosa para a constituição de uma pólis em determinadas circunstâncias, embora a princípio a classifique como degenerescência de outra forma ideal de governo.

### República Romana

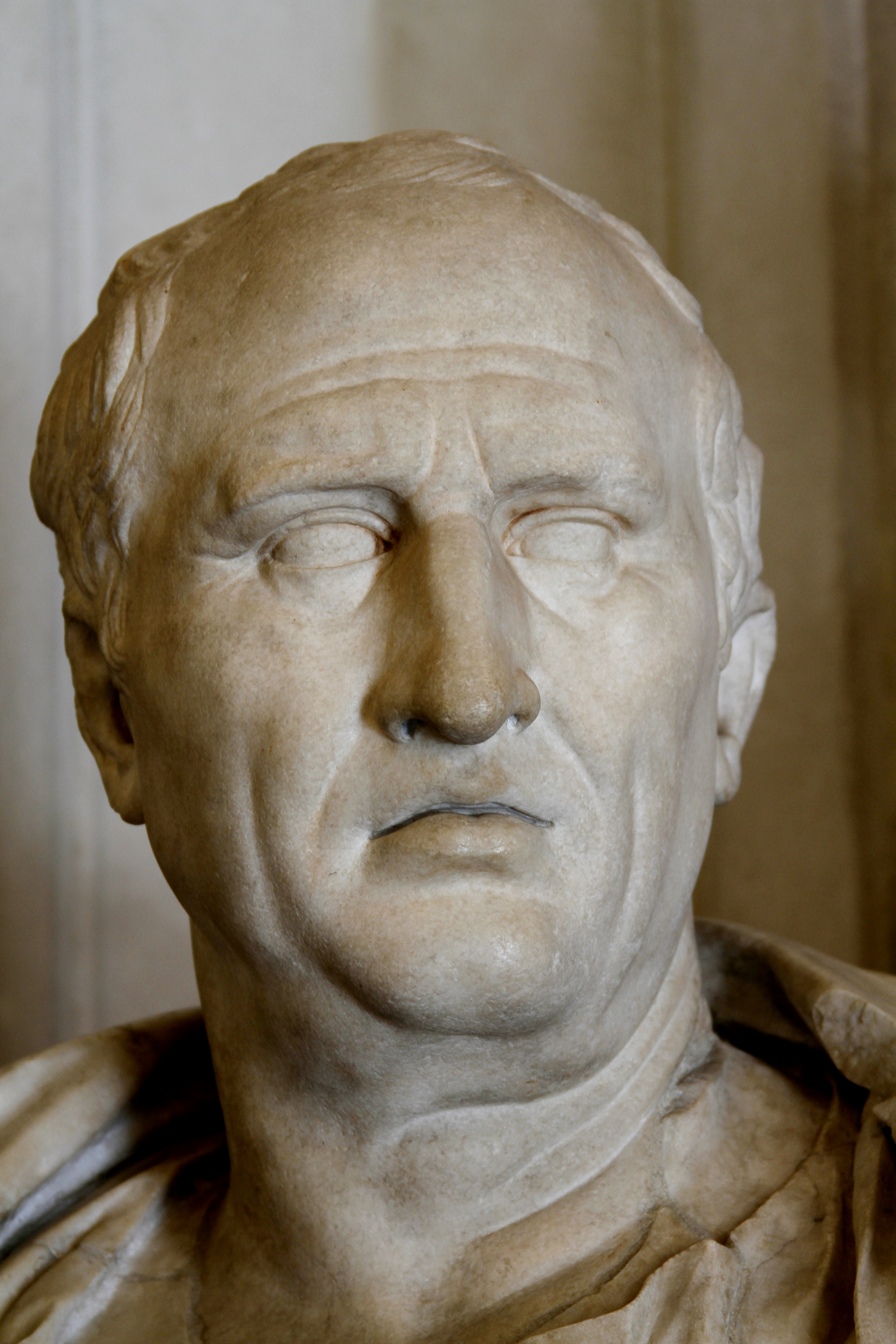
Busto de Cícero, político e orador romano. Cícero dizia que o poder da República residia no povo, e a autoridade no Senado. "Potestas in populo, auctoritas in senatu" (De Legibus,3,12)

O sistema republicano romano foi herdeiro do pensamento político grego e, em muitos sentidos, pode ser considerado um sistema político misto, contendo elementos democráticos e oligárquicos. Foi graças ao pensamento político romano que o pensamento democrático ateniense foi preservado. Grosso modo, os romanos interpretavam a república como um sistema no qual a "autoridade" residia no senado (instituição formada por romanos de alta dignidade, na sua maioria ex-magistrados), enquanto o "poder" residia no povo, na plebe.
Tradicionalmente, a República Romana foi interpretada como um governo centralizado pela figura do Senado. No entanto, estudiosos como Fergus Millar criticaram essas interpretações convencionais, enfatizando o poder das assembléias populares na república. Atualmente, há um intenso debate historiográfico a respeito do real poder dos senadores e a respeito da atuação das assembleias populares no período republicano.
Na Roma antiga, não havia nada que correspondesse exatamente ao conjunto de burocratas eleitos que representam as democracias modernas. O conjunto de magistrados eleitos pelos romanos não se reconheciam como um grupo coeso e, em geral, havia mais conflito que cooperação entre eles. As assembleias populares, entre elas a Curiata, a Centuriata, a Tribuna populi e a Tribuna plebis, eram locais de discussão política e deliberação. Todos os cidadãos romanos podiam participar delas e votar. Nessas assembleias, os votos eram contabilizados por grupos; por exemplo, na assembléia centuriata, os romanos votavam em grupos diferenciados por propriedade, o que garantia que os ricos tivessem mais poder de decisão que os pobres.
Os magistrados romanos eram eleitos pelas assembleias populares e permaneciam um ano no cargo. A assembléia centuriata, por exemplo, votava para eleger Cônsules e Pretores.

## Idade Média
Dentre as instituições democráticas que existiram na Idade Média, podem-se citar:
- As assembleias escandinavas que os vikings implementaram também nas Ilhas Britânicas, na Frísia, na Islândia e na Groelândia;
- As witenagemots, que eram assembleias de nobres convocadas por reis da Inglaterra anglo-saxã, que existiram até a Conquista Normanda, em 1066;
- Os "Campos de Março" que eram reuniões de nobres francos que costumavam ocorrer no mês de março na Gália entre o final do século V e o início do século VI.[24][25] A partir de 755, essas assembleias passaram a ser realizadas em maio. Nos tempos carolíngios, passaram a ser realizadas duas reuniões anuais, em outubro ocorria uma reunião mais restrita e de caráter preparatório ("plaid"), enquanto que em maio ocorria a reunião mais ampliada e de caráter deliberativo ("plaid général") que aprovava "capitulaires". Reuniões semelhantes também ocorriam em caráter local;[26][27]
- Na Península Ibérica, as cortes eram periodicamente convocadas para que os nobres debatessem assuntos de interesse dos Reinos;
- Em 979, o Tynwald, órgão parlamentar da Ilha de Man, teve sua primeira reunião;[28][29][30]
- Em 930, foi fundado o "Althing" (Parlamento da Islândia);[31][32]
- As "Landsgemeindes" (Assembleias Cantonais - Suíça), sendo que o primeiro registro de realização de uma reunião desse tipo é de 1231. Essa instituição se destaca pela ampla possibilidade de participação popular, sendo considerado um mecanismo de democracia direta;[33][34]
- A eleição do Califa Otomão em 644;[35]
- A eleição de Gopala no Império Pala, em 750;[36]
- As assembleias que ocorriam em Túaths na Irlanda;
- Os ibaditas, uma seita minoritária do Islão, distinta dos sunitas e xiitas, de Omã (onde essa seita é predominante), a partir do século VIII, passaram a escolher seus líderes, entre candidatos qualificados, por meio de eleições comunitárias.[37] Esse costume tinha como fundamento a crença de que os governantes precisavam do consentimento dos governados.[38] O líder eleito exercia o governo religioso e secular;[39]
- Em abril de 1059, foi publicado um Decreto pelo Papa Nicolau II que determinou que a escolha dos Papas passaria a ocorrer por meio dos cardeais,[40][41] o que se materializou a partir de 1061;[42]
- As guildas, que eram associações de artesãos e comerciantes, que surgiram ainda na Alta Idade Média para supervisionar a prática de seus ofícios ou ramos de comércio em uma determinada cidade ou região, elegiam seus dirigentes para mandatos anuais;
- As cidades-estados (repúblicas) na Itália medieval, como Veneza (onde, em 697, os cidadãos elegeram o Doge pela primeira vez) e Florença (que, em 1115, começou a funcionar como uma república), na Suíça, em Flandres e na Liga Hanseática tiveram algumas instituições democráticas;
- Nos países eslavos surgiram instituições como a veche que eram assembleias populares, que no caso da Polônia, evoluíram para formar o Sejm, em 1182. Também existiram parlamentos na República da Novogárdia (até 1478) e na República de Pskov (até 1510);
- Em diversas cidades do País Basco algumas decisões comunitárias eram tomadas nos "Elizates", reuniões feitas em estruturas cobertas antes das portas das Igrejas;[43]
- A ascensão dos parlamentos democráticos na Inglaterra e na Escócia a partir da Magna Carta (1215) que limitou a autoridade dos monarcas;
- Em 1222, o Rei André II da Hungria emitiu a "Bula de Ouro" que foi um dos primeiros exemplos de limites constitucionais impostos aos poderes de um monarca europeu.[44]

## Povos originários da América do Norte
Segundo o professor de antropologia Jack Weatherford, as práticas adotadas por povos originários da América do Norte, principalmente os Iroqueses, influenciaram na construção da democracia nos Estados Unidos.
A República de Tlaxcallan, juntamente com outras cidades-estado mesoamericanas, provavelmente tiveram instituições democráticas.

## Início da Idade Moderna
- Segundo Norman Davies, a "Liberdade Dourada", a "Democracia dos Nobres" (Rzeczpospolita Szlachecka), surgiu no Reino da Polônia (1385–1569) e na Comunidade Polaco-Lituana (1569-1795). Desse modo, uma pequena parcela da população Polaco-Lituana, composta pela nobreza, foi um eleitorado para o cargo do rei.[47] Dentre os marcos da Liberdade Dourada, podem-se citar:
  - Em 1505, o Sejm (parlamento polonês), estabeleceu o Nihil novi nisi commune consensu ("Nada de novo sem o consentimento comum") um estatuto que criou a "democracia dos nobres" que proibiu o rei de emitir leis sem o consentimento da nobreza (szlachta), exceto para as leis que regiam as cidades reais, as terras da Coroa (królewszczyzny), a mineração, os feudos, os camponeses reais, e os judeus;[48]
  - No dia 07 de julho de 1572, faleceu o Rei Sigismundo II Augusto da Polônia, como não teve filhos do sexo masculino, isso trouxe o fim do controle da dinastia jaguelônica sobre a Comunidade Polaco-Lituana. Nesse contexto, teve início um processo de eleição de um novo monarca que resultou na eleição do Rei Henrique III de França. Como condição para a sua eleição, Henrique assinou a "Pacta Conventa"[49] e os Artigos do Rei Henrique, que limitavam bastante o poder do monarca.[50]

Em laranja, os Países Baixos Espanhóis antes de sua divisão. Em violeta, o Principado-Bispado de Liège. Em rosa, o Principado de Stavelot-Malmedy

- No dia 02 de abril de 1566, duzentos representantes da nobreza dos Países Baixos Espanhóis (atuais: Bélgica, Holanda e Luxemburgo) apresentaram, à Margarida de Parma, a "Súplica do Nobres" (Compromisso de Breda), que foi um documento que exigia: a liberdade do culto religioso e a abolição da Inquisição. A rejeição desse documento, pelo Rei Felipe II, foi o estopim para o início, no dia 10 de agosto, à destruição de esculturas sacras católicas (Fúria Iconoclasta), que daria início à Guerra dos Oitenta Anos que resultaria na criação da República das Sete Províncias Unidas dos Países Baixos (atual Holanda);
  - No dia primeiro de abril de 1572, após diversas derrotas para as tropas de Fernando Álvarez de Toledo y Pimentel, o Duque de Alba, que resultaram na partida de muitos rebeldes para o exílio, os "Mendigos do Mar" (rebeldes piratas) capturaram a cidade de Brielle, dando um novo impulso à revolta. No dia 19 de julho, ocorreu a  Primeira Assembleia dos Estados Livres da Holanda, na cidade de Dordrecht[51]. Nessa reunião Guilherme de Orange foi nomeado como "stadtholder" da Holanda, Zelândia e Utrecht e patrono dos Países Baixos (nessa época, os rebeldes tinham a pretensão de dominar todas as 17 províncias dos Países Baixos Espanhóis).

Mapa de 1590: os territórios rebeldes em laranja (a República), e suas conquistas um tom mais claro da mesma cor; em verde os territórios espanhóis e em amarelo o Bispado de Liège, aliado dos espanhóis

- - No dia 23 de janeiro de 1579, foi assinada a União de Utrecht, ato constitutivo da República das Sete Províncias Unidas dos Países Baixos (atual Holanda). Por outro lado, as províncias meridionais dos Países Baixos Espanhóis (atualmente Bélgica e Luxemburgo) assinaram a União de Arras e, desse modo, buscaram uma reconciliação com o Rei Felipe II;
  - No dia 26 de julho de 1581, foi assinado o "Ato de Abjuração", que foi a declaração definitiva de independência das Sete Províncias Unidas dos Países Baixos em relação ao Império Espanhol. O Preâmbulo desse documento era uma justificativa ideológica, formulada como uma acusação (uma lista detalhada de queixas) contra o Rei Felipe II, que pode ter inspirado a Declaração de Independência dos Estados Unidos[52]; e
  - Em 1588, as Sete Províncias rebeldes decidiram que se organizariam como uma república.

- Em 1610, o magistrado inglês Edward Coke proferiu uma sentença na qual decidiu que "o Rei por proclamação ou outros meios não pode mudar qualquer parte da lei comum, ou lei estatutária, ou as taxas alfandegárias do reino" e que "o Rei não tem prerrogativa, mas do que a lei da terra lhe permite.".[53]

- Em 30 de julho de 1619, foi estabelecida, em Jamestown, a Assembleia Geral da Virgínia, o primeiro corpo legislativo no território que atualmente integra os Estados Unidos, inicialmente composta pelo Governador e Conselho de Estado (12 pessoas) nomeados pela London Company e mais 22 representantes eleitos pelos residentes.[54]

- No dia 21 de novembro de 1620, foi assinado o Pacto do Mayflower, por colonos que estavam a bordo do Mayflower e dariam início à Colônia de Plymouth no território que atualmente faz parte do Estado de Massachusetts. O Pacto serviu de base a instituição de um governo democrático.[55]

- No dia 07 de junho de 1628, o Rei Carlos I de Inglaterra aceitou a criação da "Petition of Right" (Petição de Direito), já antes aprovada pelo Parlamento da Inglaterra.[56] A Petição de Direito declarou que os ingleses tinha vários "direitos e liberdades", e previa, com maior clareza, que nenhuma pessoa deveria ser forçada a pagar nenhum tributo não aprovado por Lei no Parlamento e que nenhum indivíduo livre poderia ser preso ou detido a menos que uma causa tenha sido demonstrada, e que soldados ou membros da Marinha Real não devem ser alojados em casas particulares sem o livre consentimento do proprietário.[57][58][59]

- Em 1647, durante a Guerra Civil Inglesa (1642–1651), os "Levellers" (niveladores) levaram muitos soldados do Exército que defendia o Parlamento a defender a instituição do sufrágio universal masculino durante os Debates de Putney.[60]

- Em 1679, foi instituído o Habeas Corpus na Inglaterra, instituto que protege os indivíduos contra prisões ilegais.[61][62]

- Em 1682, William Penn, um quaker que tinha sido recebido, no dia 04 de março de 1681, do Rei Carlos II (Inglaterra), uma Carta Régia, a título oneroso, que permitia que ele colonizasse a área onde seria formada a Província da Pensilvânia, que recebeu esse nome, determinado por Carlos II, em homenagem ao Almirante William Penn (pai do William que recebeu a Carta), como uma colônia proprietária, circunstância que lhe dava ampla autonomia para formar o governo da região, que seria inicialmente povoada, principalmente, por quakers que fugiam de perseguições religiosas dos anglicanos, predominantes na Inglaterra e na Colônia da Virgínia, e dos puritanos predominantes na Colônia de Plymouth (Massachusetts) e na Colônia da Baía de Massachusetts, publicou o "Frame of Government of Pennsylvania" que tinha características democráticas e pode ser considerada como a primeira constituição da Província da Pensilvânia.

- No dia 07 de fevereiro de 1689, a Câmara dos Comuns do Parlamento Inglês aprovou a Declaração de Direitos de 1689, que reforçou diversas instituições democráticas que já estavam em desenvolvimento na Inglaterra. Isso ocorreu no contexto da Revolução Gloriosa, em um momento no qual o Rei Jaime II já estava no exílio e Guilherme III ainda não tinha sido coroado. Em 16 de dezembro de 1689, a Declaração recebeu a aprovação real.[63]

- Em 1698, John Locke publicou, anonimamente, a obra: "Dois Tratados sobre o Governo", na qual atacou o absolutismo monárquico e promoveu as teorias do contrato social e da necessidade do consentimento dos governados.[64]

## Século XVIII
- No dia 18 de novembro 1755, o povo da Ilha da Córsega, liderada por Pasquale Paoli, declara sua independência da República de Gênova, fundando a República da Córsega, com a Constituição da Córsega, considerada por alguns autores como a primeira constituição democrática da história moderna.[65][66]

- Em 1776, foi publicada a Declaração de Direitos da Virgínia que proclamou uma lista de direitos naturais que seriam inerentes ao ser humano, dentre os quais o direito de se rebelar contra um governo "inadequado".

- Em 1788, foi ratificada a Constituição dos Estados Unidos, que criou uma legislatura bicameral com membros da Câmara dos Deputados eleitos pelo povo do povo dos vários estados e membros do Senado eleitos pelas legislaturas estaduais. Originalmente a Constituição não definia quem teria o direito ao voto, deixando isso para a legislação de cada estado, que, em sua maioria, concediam o direito ao voto apenas para homens brancos adultos que possuíam terras. Desse modo, na época das eleições presidenciais de 1788-1899, apenas 6% da população – homens brancos, quase todos proprietários de imóveis – exerceram o direito ao voto. Somente em 03 de fevereiro de 1870, foi ratificada a Décima Quinta Emenda que impediu proibições legais ao direito de voto aos ex-escravos do sexo masculino. No dia 26 de junho de 1920, foi ratificada a Décima Nona Emenda que impediu proibições do direito ao voto das mulheres.[67]

- No dia 02 de outubro de 1789, Assembleia Nacional Constituinte Francesa aprovou a Declaração dos Direitos do Homem e do Cidadão.

- No dia 3 de maio de 1791, foi proclamada a Constituição da Comunidade Polaco-Lituana, com grandes avanços democráticos, tais como:
  - a igualdade política entre as "pessoas comuns" e a "szlachta" (nobreza);
  - colocou os camponeses sob a proteção do governo, atenuando os abusos da servidão;
  - aboliu perniciosas instituições parlamentares como, por exemplo, o "liberum veto", que permitia que um único parlamentar pudesse vetar uma decisão de todo o parlamento, o que paralisava a instituição.[68]

- No dia 15 de dezembro de 1791, foram ratificadas as 10 primeiras emendas à Constituição dos Estados Unidos, esse conjunto é conhecido como a Declaração de Direitos dos Estados Unidos.

- Após a Insurreição de 10 de Agosto de 1792 (França), foram convocadas eleições para os integrantes da Convenção Nacional, que ocorreram entre 26 de agosto (data da primeira etapa) e meados de setembro de 1792, por processo eleitoral indireto que incluía o sufrágio universal masculino na sua primeira etapa.[69] No entanto, além das mulheres, não tinham o direito ao voto: os criados (empregados domésticos) e pessoas sem domicílio (era necessário estar residindo há mais de um ano na localidade onde deveria exercer o direito ao voto) ou renda conhecida,[70] além disso o processo foi particularmente caótico e sem campanha eleitoral o que fez com que participação efetiva fosse baixa (cerca de 10% dos eleitores potenciais).[71] No entanto, em 1795, o voto censitário seria restabelecido pelo Regime do Diretório.

- Em 1792, negros livres foram enviados da Nova Escócia para o lugar onde, atualmente, está situada Freetown (Serra Leoa). Em dezembro daquele ano, ocorreram eleições locais, nas quais os moradores puderam escolher representantes.[72]

## Repúblicas Jacobinas

### Fora da Península Itálica

Território do Principado de Liège em 1560

- República de Liège - No dia 18 de agosto de 1789 (pouco mais de um mês após a Tomada da Bastilha em Paris), Jean-Nicolas Bassenge e outros democratas foram à prefeitura para exigir a renúncia dos magistrados em exercício no Principado-Bispado de Liège e conseguiram a nomeação de prefeitos populares;
  - Entre novembro de 1789 e abril de 1790, os prussianos ocuparam Liège e outras grandes cidades do principado, e passaram a tentar fazer uma mediação entre os revolucionários e o Círculo do Reno Inferior-Vestfália. Entretanto, essa mediação não foi viável e o Imperador Leopoldo II do Sacro Império Romano-Germânico decidiu restaurar o poder episcopal em sua integridade. Desse modo, no dia 12 de janeiro de 1791, tropas do Sacro Império Romano-Germânico ingressaram em Liège. Foram feitas diversas represálias contra os revolucionários, razão pela qual, muitos deles se refugiaram na França;
  - No dia 28 de novembro de 1792, tropas francesas ingressaram em Liège e restabeleceram a República. Nesse contexto, foram realizadas eleições para a assembleia nacional com amplo direitos ao voto (sufrágio universal masculino). Pouco tempo depois, foi realizado um plebiscito que apoiou a incorporação da República de Liége à França.
  - Em março de 1793, tropas austríacas voltaram a assumir o controle de Liége e, mais uma vez, restauram o poder episcopal, até que, no dia 27 de julho de 1794, voltaram a se retirar de Liége, de modo que foi restabelecida a República;
  - Em 1795, o Regime da Convenção determinou à incorporação de Liège à França; e
  - Após a derrota de Napoleão, o Congresso de Viena determinou, em 1815, a integração da região de Liàge ao Reino Unido dos Países Baixos.
- República Rauraciana - Localizada na Cordilheira do Jura, em territórios que atualmente estão sob jurisdição da Suíça (maior parte) e da França. No dia 30 de abril de 1492, tropas francesas, em guerra contra a Primeira Coligação, ingressaram no território do Principado Episcopal de Basileia, que era um Principado Eclesiástico do Sacro Império Romano-Germânico, para combater tropas austríacas.[73] As tropas francesas, pelo menos até 1497, não atravessaram as fronteiras da Confederação Suíça.[74]
  - Nesse contexto, foi estabelecida a República Rauraciana. No dia 21 de março de 1793, a República Rauraciana foi incorporada à França, passando a ser o Departamento de Mont-Terrible.[75]
- República de Mainz - Existiu no território do Principado Bispado de Mainz, um Principado-Bispado Eclesiástico e Secular que era parte integrante do Sacro Império Romano-Germânico;
  - entre 30 de agosto e 03 de setembro de 1790, ocorreu a "Revolta do nó de Mainz", que teve início com confrontos entre artesãos e estudantes da Universidade de Mainz, que os militares locais não puderam controlar. Nessa época boa parte dos militares da cidade estava envolvida na restauração da ordem no Principado-Bispado de Liège. Desse modo, os artesãos ganharam o apoio dos mestres artesãos e começaram a formular demandas, semelhantes às que inspiravam a Revolução Francesa. Nesse contexto, foram enviadas tropas de Darmstadt que puseram fim à revolta, sem derramamento de sangue;[76]
  - No dia 21 de outubro de 1792, no contexto das batalhas contra a Primeira Coligação, tropas francesas tomaram Mainz. No dia 23 de outubro, cerca de 20 cidadãos de Mainz fundaram a "Sociedade dos Amigos da Liberdade e Igualdade", entidade que também seria conhecida como: "Clube Jacobino de Mainz".[77]
  - No dia 24 de fevereiro de 1793, foram realizadas eleições, com voto universal masculino, para a "Convenção Nacional Renano-Alemanha", que seria o órgão legislativo da República de Mainz. No dia 18 de março foi proclamada a criação da República de Mainz;[78][79]
  - Nos dias seguintes, foi solicitada a incorporação da República de Mainz à França. No dia 14 de abril de 1793, tropas da Primeira Coligação iniciaram um cerco contra a Cidade de Mainz que era defendida por cerca de 23 000 soldados franceses. Como não chegaram tropas para romper o cerco, a cidade se rendeu no dia 23 de julho. Nessa rendição, cerca de 18 000 soldados franceses, que sobreviveram ao cerco, foram autorizados a se retirar em direção à França.

- República Batava - foi o estado sucessor da República das Sete Províncias Unidas dos Países Baixos. Foi proclamada no dia 19 de janeiro de 1795 e teve seu término no dia 05 de junho de 1806, com a ascensão de Luís Napoleão Bonaparte ao trono holandês.
  - As dificuldades econômicas criadas pela Quarta Guerra Anglo-Holandesa (1780-1784), criaram condições para que republicanos holandeses tomassem iniciativas para limitar o poder do stadtholder. Foi nesse contexto que, no dia 25 de setembro de 1781, foi publicado o panfleto: "Aan het Volk van Nederland" (Ao Povo da Holanda), que defendia a formação de milícias cívicas para ajudar a restaurar a constituição republicana. Tais milícias foram posteriormente organizadas em muitas localidades e formaram, juntamente com as associações de Patriotas Holandeses, o núcleo do "Movimento Patriota". A partir de 1785, os Patriotas conseguiram tomar o poder em várias cidades holandesas, onde substituíram o antigo sistema de cooptação de regentes por um um sistema de representantes democraticamente eleitos. Isso lhes permitiu substituir os representantes dessas cidades nos estados de várias províncias, ganhando maiorias patriotas nos estados da: Holanda, Groningen e Utrecht, e frequentemente também nos estados gerais. Isso reduziu o poder do stadtholder, que foi privado de seu comando sobre uma grande parte do Exército dos Estados Holandeses e, em setembro de 1785, teve que deixar a cidade de Haia. Teve início uma guerra civil de baixa intensidade que resultou em um impasse militar, até que, entre setembro e outubro de 1787, os patriotas foram derrotados pelos orangistas que receberam o apoio de uma força expedicionária do exército prussiano e muitos foram forçados ao exílio, principalmente na França;
  - No final de 1794, tropas francesas, que incluíam contingentes de refugiados holandeses, no contexto da guerra contra a Primeira Coligação invadiram a Holanda e promoveram a proclamação da República Batava (19 de janeiro de 1795);[80]
  - No dia 10 de maio de 1797, a Assembleia Nacional da República Batava aprovou uma nova Constituição que era bastante similar à Constituição Francesa de 1795 (Regime do Diretório), mas o texto não foi aprovado no referendo realizado no dia 08 de agosto.
  - Entre os dias 21 e 22 de janeiro de 1798, ocorreu um golpe de estado que fortaleceu os unitaristas, apoiados pela França, que, nesse contexto, foi redigida uma nova Constituição que foi aprovada no referendo de de 17 de março. Essa nova Constituição tinhas as seguintes características:
    - sufrágio universal masculino, aprovado em sua essência, mas que excluía a possibilidade de voto dos: empregados domésticos e dos que recebiam caridade pública;
    - sistema de votação indireto, no qual:
      - as assembleias primárias escolhiam os eleitores da Assembleia Nacional, escolhidos por 500 votantes das assembleias primárias; e
      - Exigia-se certa renda dos candidatos à Assembleia Nacional;

    - previsão de revisão da constituição em intervalos quinquenais;
    - fim dos cargos hereditários;
    - liberalismo econômico (extinção dos direitos das corporações de ofício e impedimentos internos ao comércio); e
    - instituição de um sistema de tributação nacional.

  - No dia 10 de novembro de 1799, ocorreu na França, um golpe de estado que encerrou o Regime do Diretório e deu início ao Regime do Consulado, no qual Napoleão tinha plenos poderes. Depois disso, a França começou a agir para que um processo semelhante ocorresse na Holanda. Desse modo, no dia 19 de setembro de 1801, o comandante-em-chefe das forças francesas na Holanda fechou as portas da Assembleia e prendeu os dissidentes. Esse processo levou à imposição de uma nova Constituição que reduziu drasticamente o papel do poder legislativo e fortaleceu o papel do poder executivo. Além disso, o sufrágio universal masculino foi substituído por um sistema de sufrágio censitário. Foi o início de uma era de profundo retrocesso político;
  - Em 10 de maio de 1805, Rutger Jan Schimmelpenninck, apoiado por Napoleão Bonaparte, que, nessa época já era Imperador da França, passou a ser o "Raadpensionaris" (Grande Pensionário) da República Batava e, desse modo, passou a concentrar amplos poderes.[81]
  - No dia 05 de junho de 1806, a República Batava foi substituída pelo Reino da Holanda que teve, como primeiro Rei: Luís Napoleão Bonaparte.

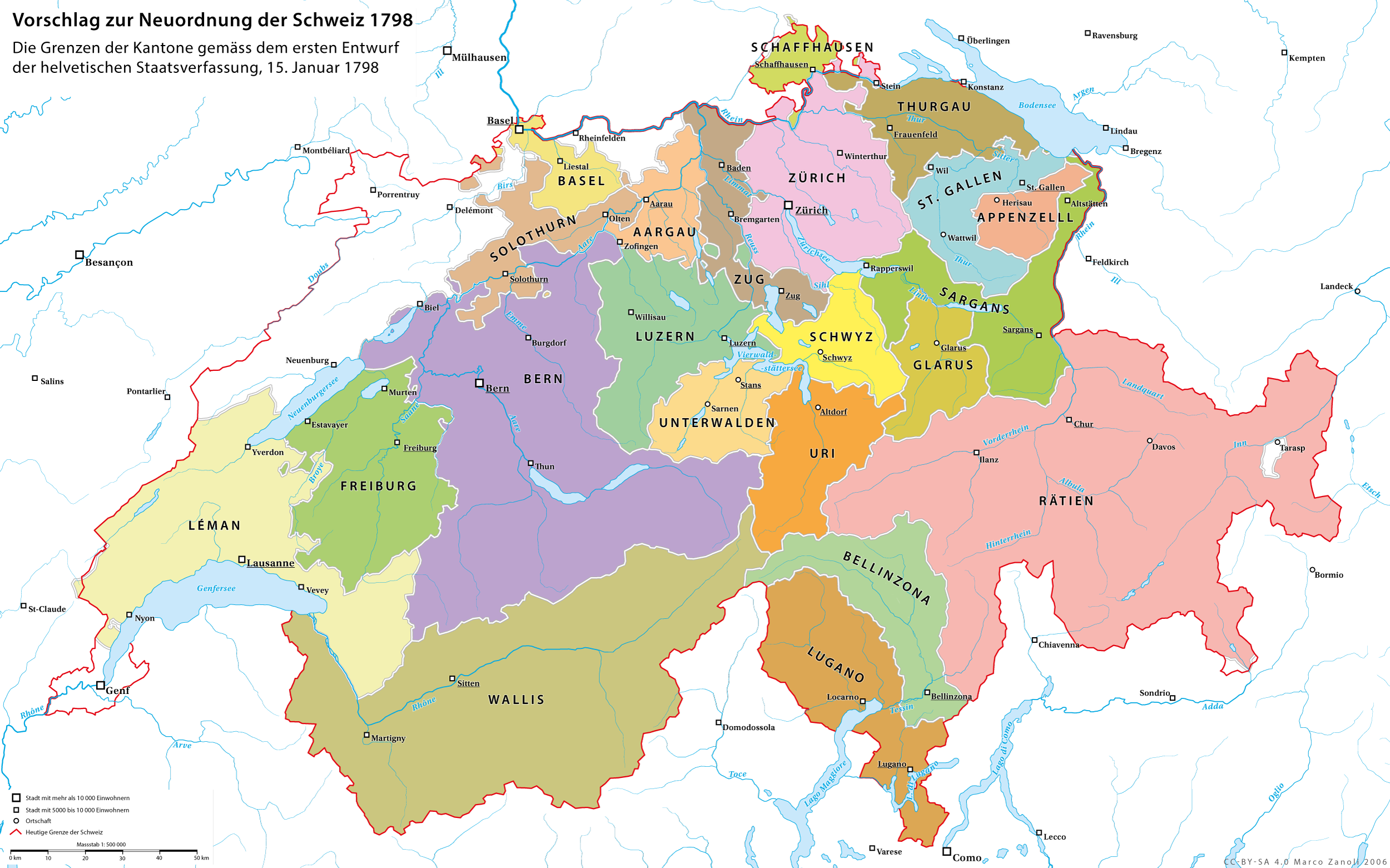
Proposta apresentada no dia de 15 de janeiro de 1798 para reorganizar a Suíça como a República Helvética

- República Helvética - Em março de 1798, tropas francesas invadiram o território da Antiga Confederação Helvética que entrou em colapso. No dia 12 de abril, foi proclamada a República Helvética, desse modo: a soberania dos cantões e os direitos feudais foram abolidos. As forças de ocupação estabeleceram um estado centralizador baseado nas ideias da Revolução Francesa;
  - Como antecedentes dessa situação, podem-se citar:
    - A criação de República de Genebra - Em outubro de 1792, tropas francesas tentaram ocupar a cidade de Genebra, mas foram enviadas tropas de Berna e de Zurique para combater os franceses. Nesse contexto, a França preferiu fazer um acordo, no qual seria reconhecida a independência de Genebra, desse modo, tropas de outras cidades suíças também não poderiam ingressar e teriam que se retirar da cidade. Nesse contexto, a eclodiu uma revolução em Genebra com apoio francês. Após uma primeira fase desordenada e violenta, a República de Genebra adotou uma constituição democrática em 1796;[82]
    - Assembleia Nacional da Basileia - No dia 17 de janeiro de 1798, foi erguida uma árvore da liberdade e teve início um movimento insurrecional que levou à renúncia do governo municipal, no dia 05 de fevereiro. Nesse contexto, foi convocada a Assembleia Nacional da Basileia, que seria um parlamento revolucionário;
    - Nos dias seguintes, outras áreas se declararam independentes da Antiga Confederação Helvética e instituíram novas estruturas de poder identificadas com os ideais da Revolução Francesa, tais como: Baixo Valais e Toggenburg no dia 1º de fevereiro; Sax-Forstegg no dia 05 de fevereiro; Fürstenland no dia 04 de fevereiro; Lugano, Mendrisio, Locarno e o Vale Maggia no dia 15 de fevereiro; Thurgau no dia 03 de março; o Vale do Reno e Sargans no dia 05 de março; Werdenberg no dia 11 de março; Berner Aargau, Freiamt e Baden entre os dias 19 e 28 de março; Leventina, Bellinzona, Blenio e o Distrito de Riviera no dia 04 de abril;

  - Maioria dessas regiões queria formar uma nova confederação, no entanto, a França, na época do Regime do Diretório, tinha interesse na formação de uma república unitária baseada no modelo francês. Esse desejo seria realizado pelo projeto de Constituição Unificada Helvética redigido em meados de janeiro, que foi impresso na França e que, no início de fevereiro, circulou por todo o território da futura entidade política;
  - No dia 12 de abril, sob pressão da ocupação francesa, 121 deputados dos cantões de Aargau, Basileia, Berna, Friburgo, Léman, Lucerna, Oberland, Schaffhausen, Solothurn e Zurique chegaram à capital provisória (Aarau)[83] e aprovaram a Constituição da República Helvética de acordo com o projeto apoiado pelos franceses. Por outro lado, os cantões da Suíça central e oriental se recusaram a aderir à Constituição apoiada pelo franceses;
  - No dia 7 de agosto de 1800, o Comitê Executivo, com o apoio da França, decretou a dissolução do Parlamento e a promulgação de uma nova constituição, que previa um Conselho Legislativo de 43 membros e um Conselho Executivo de 7 membros. O Comitê Executivo nomeou 35 integrantes do Conselho Legislativo dentre os integrantes do Parlamento dissolvido, que por sua vez nomeou mais 8 integrantes. Depois disso, o novo Conselho Legislativo elegeu o novo Conselho Executivo;
  - No dia 09 de fevereiro de 1801, foi assinado o Tratado de Lunéville (que pos fim à Guerra da França contra a Segunda Coligação), por meio do qual o Sacro Império Romano-Germânico reconheceu a independência da República Helvética.
  - No dia 29 de maio, foi aprovada uma nova constituição da República Helvética que, assim como a primeira, também foi imposta pela França. Dentre as características dessa nova constituição, pode-se citar: uma estrutura de estado federal e a restrição do direito à elegibilidade para determinados cargos àqueles que tinha bens superiores a determinado patamar.[84] Por outro lado, não foi estabelecido um patamar mínimo de renda para o direito ao voto, que continuou a ser universal. Depois disso, foram realizadas eleições que foram vencidas pelo unitaristas, que conquistaram quase dois terços dos 77 assentos;
  - Entre os dias 27 e 28 de outubro, ocorreu um novo golpe de estado, apoiado pela França, que dissolveu o parlamento e o Conselho Executivo e transferiu o poder para os federalistas que começaram a elaborar um projeto para uma nova constituição, que foi rejeitado no início de abril de 1802 o que desmoralizou os federalistas;
  - Nesse contexto, no dia 17 de abril, ocorreu um outro golpe de estado, dessa vez promovido pelos unitaristas. Depois disso, no dia 30 de abril, foi reunida uma Assembleia de Notáveis para deliberar sobre a nova constituição da República Helvética, no entanto, essa assembleia não elaborou a nova constituição, mas, apenas referendou um texto que já tinha sido acordado com os franceses. No dia 25 de maio, esse texto foi aprovado em um referendo;
  - No dia 20 de julho, foi anunciada a retirada das tropas francesas do território da República Helvética. Nesse contexto, teve início uma agitação dos elementos reacionários que daria causa à uma Guerra Civil, na qual, os rebeldes obtiveram diversas vitórias.
  - Quando os legalistas (centralistas) estavam derrotados, Napoleão, no dia 30 de setembro, fez uma proclamação determinando que as partes cessassem as hostilidades e iniciassem negociações. Com a recusa dos rebeldes (federalistas) em aceitar o ultimato, que tinha o prazo de 5 dias, 40 000 soldados franceses ingressaram em Napoleão no início de outubro;
  - No dia 10 de dezembro, tiveram início as reuniões entre as partes com a leitura de uma mensagem de Napoleão que defendeu um sistema federal frouxo com direitos iguais para os cantões, mas sem privilégios para os patrícios. Esse processo resultou na publicação do Ato de Mediação, no dia 19 de fevereiro de 1803, que substituiu a República Helvética pela Confederação Suíça.

- República do Ródano - Estabelecida, em 1802, no Cantão de Valais, logo após seu desmembramento da República Helvética. Foi suprimida, no dia 13 de dezembro de 1810, em decorrência da anexação de seu território ao Primeiro Império Francês, quando passou a ser o Departamento de Simplon.

- República de Gdansk - Existiu, entre 21 de julho de 1807 e 02 de janeiro de 1814, no território da cidade de Gdansk e seus arredores. Foi estabelecida em decorrência da vitória das tropas napoleônicas no Cerco de Gdansk, uma das batalhas das Guerras Napoleônicas contra a Quarta Coligação e logo após a assinatura dos Tratados de Tilsit que puseram fim à referida guerra.

### Na Península Itálica

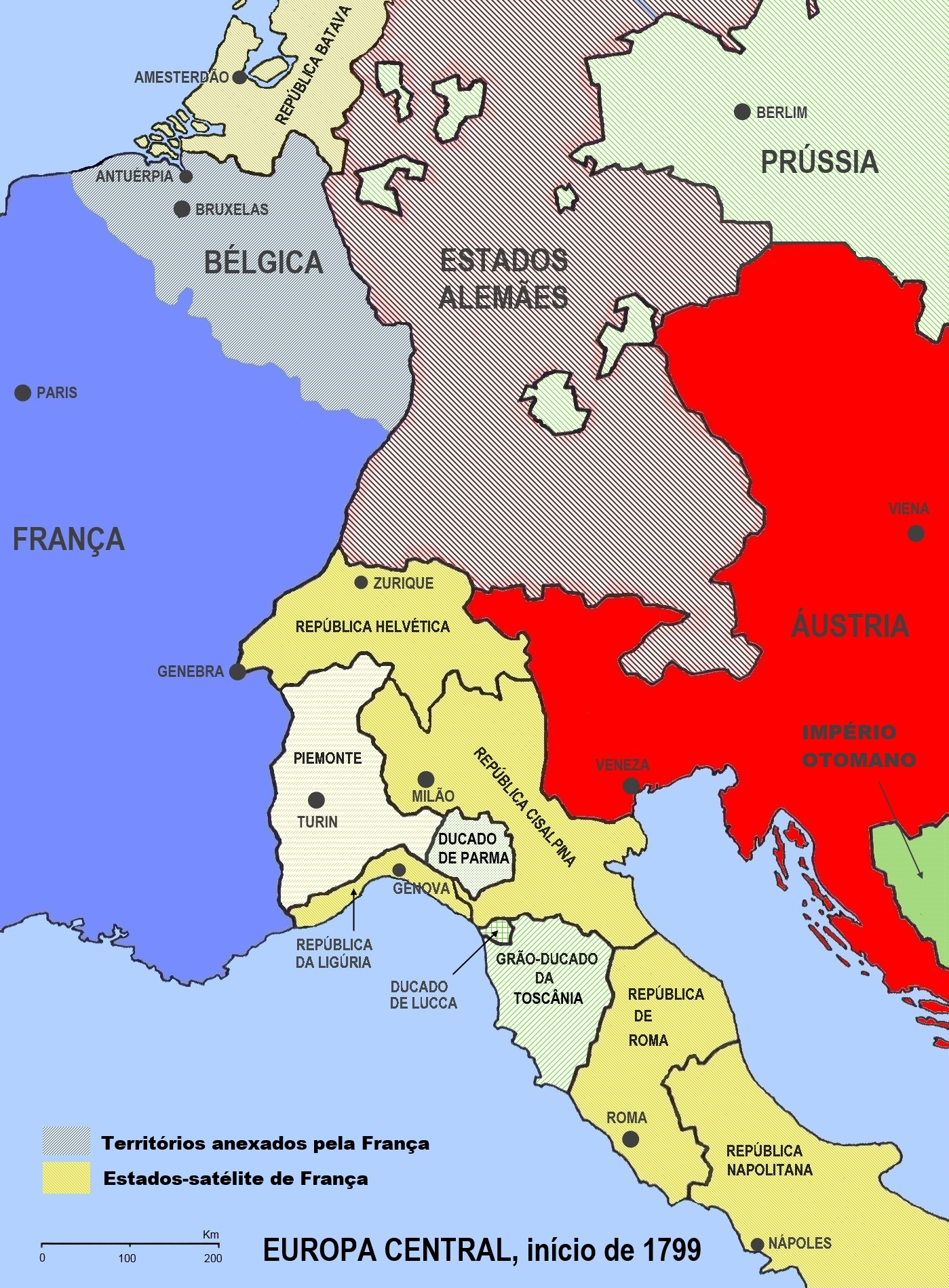
Repúblicas Jacobinas na Península Itálica no início de 1799

No dia 27 de março de 1796, Napoleão Bonaparte se tornou o comandante do Exército Francês na Itália e alcançou uma série de vitórias militares. Essas vitórias fizeram nascer algumas repúblicas de curta duração, que tentaram implementar na Itália alguns institutos da Revolução Francesa, essas repúblicas ficaram conhecidas como "Repúblicas Irmãs" ou como "Repúblicas Jacobinas", dentre essas, podem-se citar:
- a República Cispadana - entre os dias 16 e 18 de outubro de 1796, foi constituída a "Confederação Cispadana", por meio de um Congresso que reuniu, em Módena, representantes:
  - das cidades de Ferrara e Módena;
  - da República de Reggio - formada no dia 26 de agosto 1796 em parte dos territórios do Ducado de Módena e Régio, após a fuga do Duque Hércules III de Módena, ocorrida no dia 07 de maio;[86][87]
  - da República Bolonhesa - formada a partir da Declaração de Napoleão, de 20 de junho de 1797, que declarou extinta a soberania do Papa sobre Bolonha e atribuiu ao Senado da cidade o papel de formar um novo governo,[88] extinta em 02 de junho de 1497, em decorrência de sua incorporação na República Cispadana;[89][90] e onde:
    - em 28 de setembro, o Senado de Bolonha aprovou o texto de uma constituição republicana e convocou eleições;[91]
    - em 30 de outubro, a junta responsável apresentou um Plano de Constituição para Bolonha, introduzido por uma "declaração de direitos e deveres", e que estabelecia um sistema eleitoral;[92]
    - entre 6 e 7 de novembro foram realizadas eleições;[93] e
    - em 04 de dezembro, a Constituição de Bolonha foi ratificada, com 454 votos a favor e 30 contra, a primeira Constituição da Itália a se inspirar nos valores da Revolução Francesa.[94]

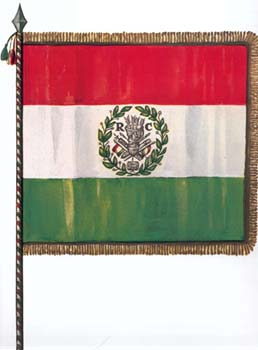
A Bandeira da República Cispadana, aprovada, no dia 07 de janeiro de 1797, pelo Segundo Congresso Cispadano, já tinha as cores que, no futuro, seriam utilizadas pela Itália

- - Entre 27 e 30 de dezembro de 1796, o "Segundo Congresso Cispadano", que reunia delegados eleitos nas cidades da "Confederação Cispadana", realizou seções que resultaram na proclamação de uma "república única e indivisível, para que as populações formem um único povo, uma única família, para todos os efeitos passados e futuros [e que] a doçura de uma união fraterna sucede assim às antigas rivalidades fomentadas pela política desumana do despotismo;[95]
  - No dia 30 de janeiro de 1497, representantes das cidades de Massa e Carrara (Província de Massa-Carrara) se juntaram ao Congresso Cispadano;[96]
  - No dia 1º de fevereiro, representantes da cidade de Ímola se juntaram ao Congresso Cispadano;[97]
  - No dia 1º de março, foi aprovado (pelo Congresso Cispadano) o texto da Constituição da República Cispadana;[98]
  - No dia 19 de março, foi realizado um plebiscito que aprovou, definitivamente, a Constituição da República Cispadana, tendo sido os resultados proclamados no dia 27;[99][100]
  - Entre os dias 1 e 3 de abril, foram realizadas eleições para o Corpo Legislativo organizadas em sistema bicameral.
- a República de Brescia, que surgiu na Província de Bréscia, no dia 18 de março de 1497, em decorrência da conquista da cidade, que antes pertencia à República de Veneza, por tropas francesas. Foi extinta em 20 de novembro, quando a Província de Bréscia passou a fazer parte da República Cisalpina.[101]
- a República de Crema, que surgiu na Comuna de Crema, logo após a tomada da cidade, que antes pertencia à República de Veneza, no dia 28 de março de 1497, por tropas francesas. Foi extinta no dia 29 de julho, quando passou a fazer parte da República Cisalpina.[102]
- a República Cisalpina - estabelecida no dia 29 de junho de 1797, a partir da unificação entre a República Cispadana e a República Transpadana, com a capital em Milão e que:
  - inicialmente incluía os territórios do Estado de Milão, da República Cispadana (que reunia o antigo Ducado de Módena e o Ducado de Massa) e os antigos domínios continentais venezianos de Bérgamo e Crema;
  - no dia 8 de julho, teve sua Constituição promulgada, que era bastante similar à Constituição Francesa de 1795;[103]
  - no dia 27 de julho, teve as cidades de Bolonha, Ferrara e Ravena adicionadas ao seu território;
  - no dia 17 de outubro, foi reconhecida pelo Arquiducado da Áustria, por meio do Tratado de Campoformio, que também resultou na anexação dos territórios do Estado de Mântua; dos territórios venezianos entre o Rio Oglio e o Lago de Garda; e de Valtellina;
  - se estendia por uma área de 42 500 km² e  tinha uma população de 3 milhões e 240 000 habitantes, divididos em vinte departamentos; e
  - tinha uma bandeira tricolor com as faixas verticais, quase idêntica à atual Bandeira da Itália;
  - em abril de 1799, foi dissolvida após derrotas de tropas leais à Napoleão para tropas da Segunda Coligação; e
  - em 1800, em decorrência das vitórias de Napoleão (no dia 26 de junho, tropas francesas ingressaram em Milão), a República Cisalpina foi restabelecida, mas com caráter menos democrático, ou seja, com um controle mais direto de Napoleão.

- a República Anconitana - No dia 20 de junho de 1796, Napoleão assinou com o Papa Pio VI o Armistício de Bolonha que previa que as tropas francesas passariam a ocupar as cidades de Ancona, Bolonha e Ferrara. Em fevereiro de 1497, foi estabelecido um Conselho Municipal para administrar a cidade.[104] Em 19 de fevereiro, foi assinado o Tratado de Tolentino (entre Napoleão e o Papa Pio VI) que previa que a presença militar francesa em Ancona cessaria após a celebração da "paz continental", ou seja, previa que a cidade voltaria a ser parte dos Estados Pontifícios[105]. Essa "paz continental" teria sido alcançada, por meio da celebração do Tratado de Campoformio, assinado no dia 17 de outubro.[106] No entanto, houve uma mobilização de cidadãos para proclamar uma República em Ancona e, desse modo, evitar a reintegração aos Estados Pontifícios. Nesse contexto, no dia 17 de novembro, foi proclamada a "República Anconitana", sob a proteção da França e da República Cisalpina. Depois disso, muitas cidades próximas seguiram o exemplo de Ancona, incluindo: Senigallia, Jesi, Osimo, Macerata, Pesaro, Urbania, Urbino e Fano e formou-se uma espécie de Diretório, no qual cada Município tinha um representante.
  - No dia 07 de março de 1498, a República Anconitana foi incorporada à República Romana.

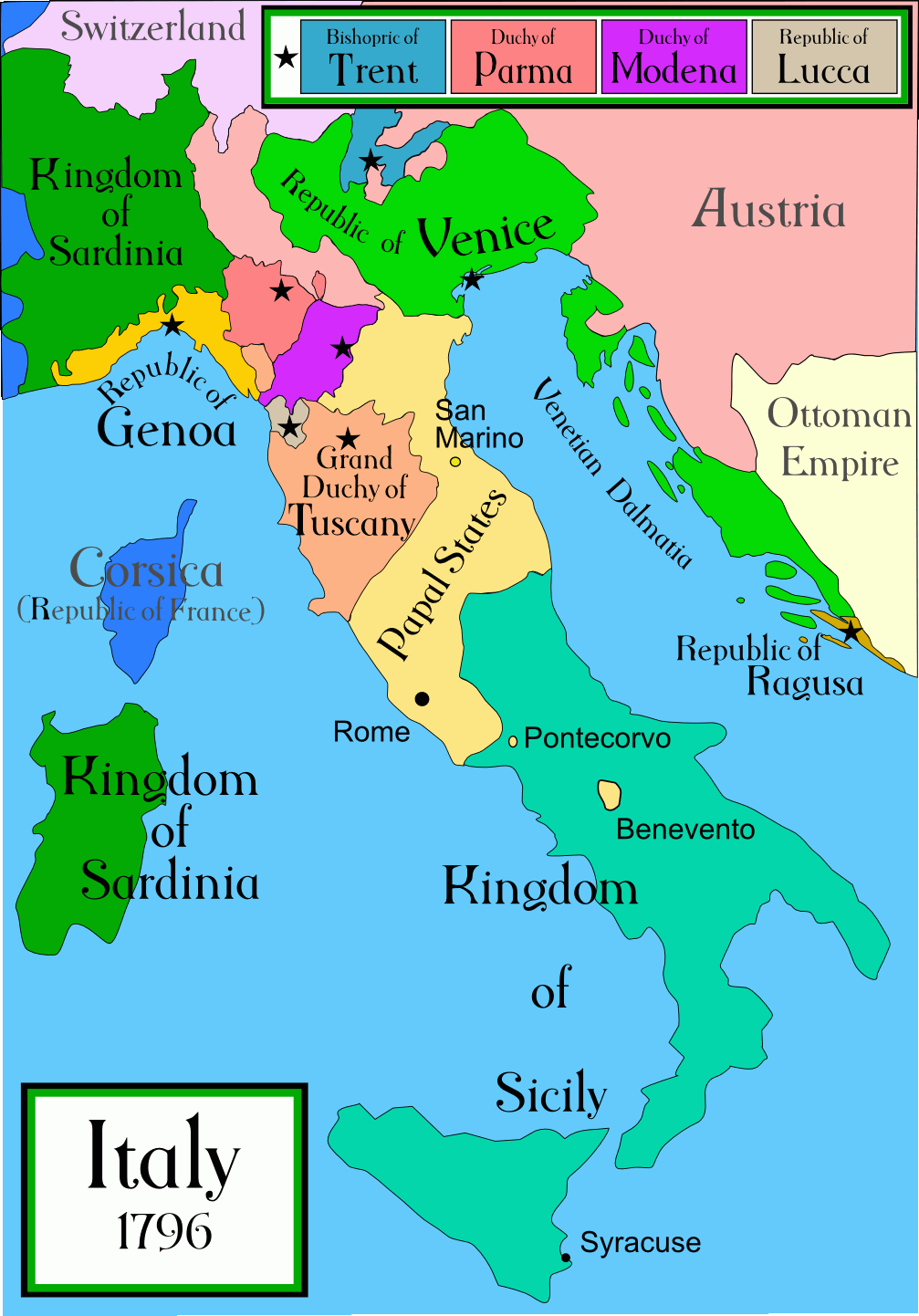
Divisão política da da Península Itálica no início de 1796

- a República Lígure - No dia 06 de junho de 1497, após um levante fracassado que ocorrera no dia 27 de maio, foi assinada a "Convenção de Mombello", que determinava a substituição da República de Gênova, que tinha um caráter oligárquico pela República Lígure. Essa determinação seria implementada pela posse, no dia 13 de junho, de um governo provisório nomeado por Napoleão.
  - No dia 02 de dezembro, a Constituição da República Lígure, baseada na Constituição Francesa de 1795, foi aprovada em um plebiscito.
  - Foi extinta no primeiro semestre de 1800, pois teve seu território conquistado por tropas da Segunda Coligação.

Bandeira da República Romana (1798-1799).

- a República Romana (1798-1799) - No dia 10 de fevereiro de 1798, tropas francesas comandadas pelo General Louis-Alexandre Berthier invadiram Roma, iniciando a ocupação francesa da cidade. Nesse contexto, no dia 15 de fevereiro, foi proclamada a República Romana, entidade que governaria, sob a tutela francesa, os territórios até então governados pelo Papa Pio VI (Estados Pontifícios). No dia 07 de março, a República Tiberiana (sediada em Perúgia) e a República Anconitana foram anexadas à República Romana. No dia 20 de março, foi promulgada a Constituição da República Romana, baseada na Constituição Francesa de 1795 (Regime do Diretório). Foi extinta após a retirada dos franceses de Roma, no dia 19 de setembro de 1799, no contexto de derrotas para tropas da Segunda Coligação.
- a República do Piemonte - No dia 09 de dezembro de 1798, Carlos Emanuel IV, Rei da Sardenha, foi forçado a entregar o território do Piemonte para tropas tropas francesas. Nesse contexto, foi instalado um governo provisório sob o controle do ex-embaixador francês que se tornou o comissário civil. Esse regime, foi extinto no dia 26 maio de 1799, quando tropas da Segunda Coligação ingressaram em Turim. No dia 20 de junho de 1800, a República do Piemonte foi restaurada, após a vitória de Napoleão na Batalha de Marengo. No dia 11 de setembro de 1802, a região foi incorporada à França.

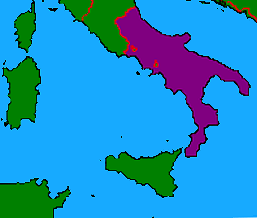
Reino de Nápoles na Península Itálica no início de 1799

Bandeira da República Napolitana (1799)

- República Napolitana (1799) - No dia 23 de outubro de 1798, tropas do Reino de Nápoles invadiram a República Romana (1798-1799) com o intuito de restaurar o poder do Papa Pio VI sob o território dos Estados Pontifícios, mas foram derrotados por tropas francesas. Como consequência, foi assinado, no dia 11 de janeiro de 1799, o Armistício de Sparanise, que resultou na cessão aos franceses das cidades de ceder aos franceses as cidades de Acerra, Arienzo, Arpaia, Benevento e Ariano e na obrigação de pagar uma pesada indenização.[107] A população da cidade de Nápoles se rebelou contra o armistício, mas as tropas francesas sufocaram a rebelião e, no dia 23 de janeiro, proclamaram a República de Nápoles. No dia 1º de abril, foi apresentada uma proposta de constituição para a República Napolitana, baseada na Constituição francesa de 1793 (Regime da Convenção). No dia 25 de abril, foram aprovadas diversas medidas antifeudais que não puderam ser implementadas.
  - No dia 07 de fevereiro de 1799, tropas, lideradas pelo Cardeal Fabrizio Ruffo, desembarcaram na Calábria, onde começou a se formar o Exército da Santa Fé de Nosso Senhor Jesus Cristo, que tinham como objetivo restaurar o controle do Rei Fernando I das Duas Sicílias no território controlado pela República Napolitana. No dia 07 de maio, no contexto de derrotas sofridas por tropas da Segunda Coligação, tropas francesas se retiraram de Nápoles. Tropas republicanas continuaram a resistir mas, no dia 13 de junho, tropas do Cardeal Ruffo conquistaram Nápoles. Após a rendição, no dia 22 de junho, do último reduto republicano, dos cerca de 8 000 presos, 124 foram condenados à morte (ver lista de republicanos napolitanos executados em 1799 ), 6 foram indultados, 222 condenados à prisão perpétua, 322 a penas menores, 288 à deportação e 67 ao exílio.

## Século XIX

### Constituição Espanhola de 1812

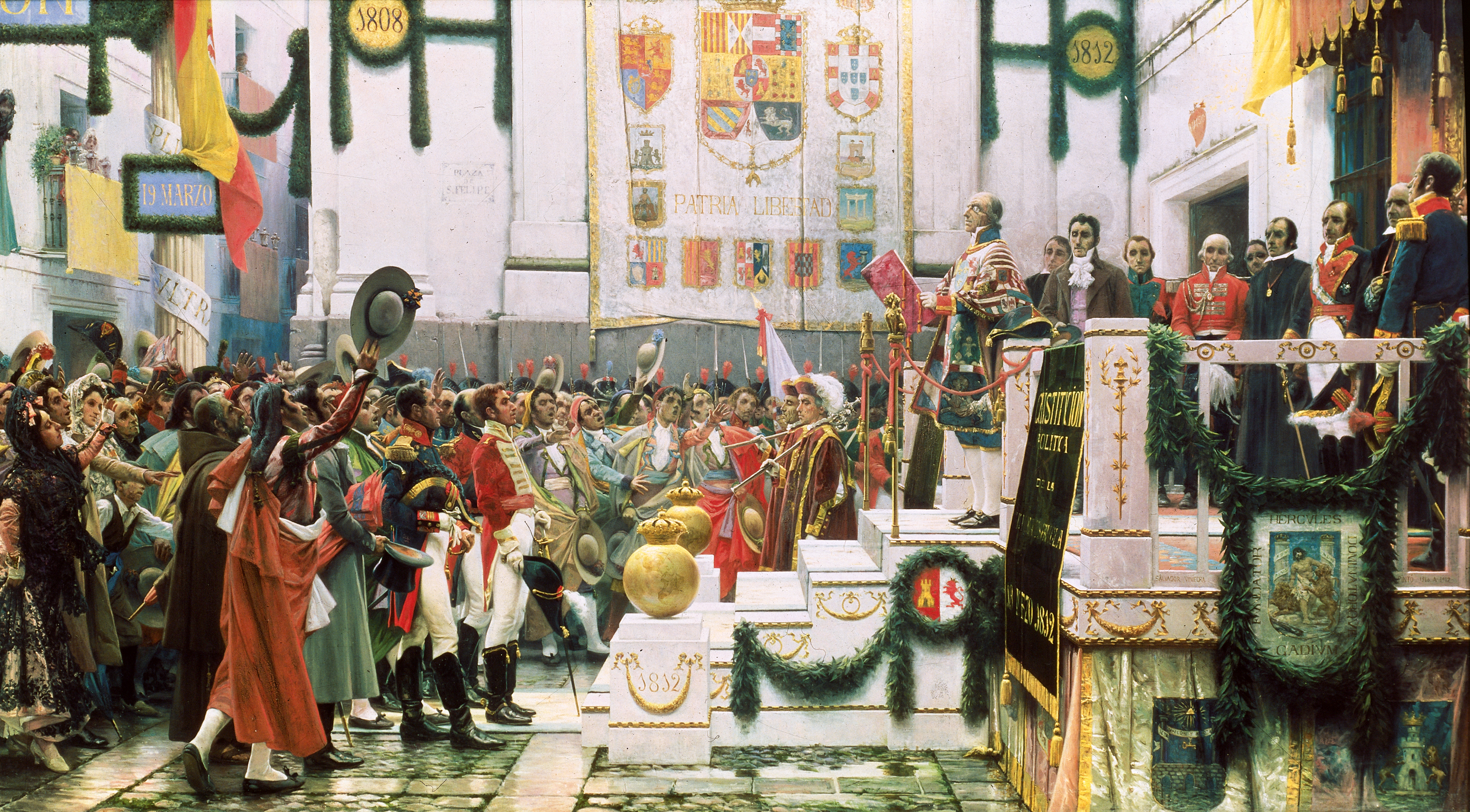
A promulgação da Constitução de 1812, obra de Salvador Viniegra

- No dia 19 de março de 1812, foi promulgada a Constituição Espanhola de 1812, que: estabeleceu uma monarquia constitucional com limitação dos poderes do rei e separação dos poderes, o sufrágio universal masculino indireto, a liberdade de imprensa, a liberdade de indústria, o direito de propriedade, aboliu direitos dos senhores feudais e concedeu a nacionalidade espanhola para todos os nascidos em qualquer território da coroa espanhola.[108][109][110]
  - Entretanto, em maio de 1814, o Rei Fernando VII retornou de seu cativeiro na França e, no dia 04 de maio, revogou a Constituição de 1812 que tinha um caráter liberal para restabelecer o absolutismo monárquico na Espanha.

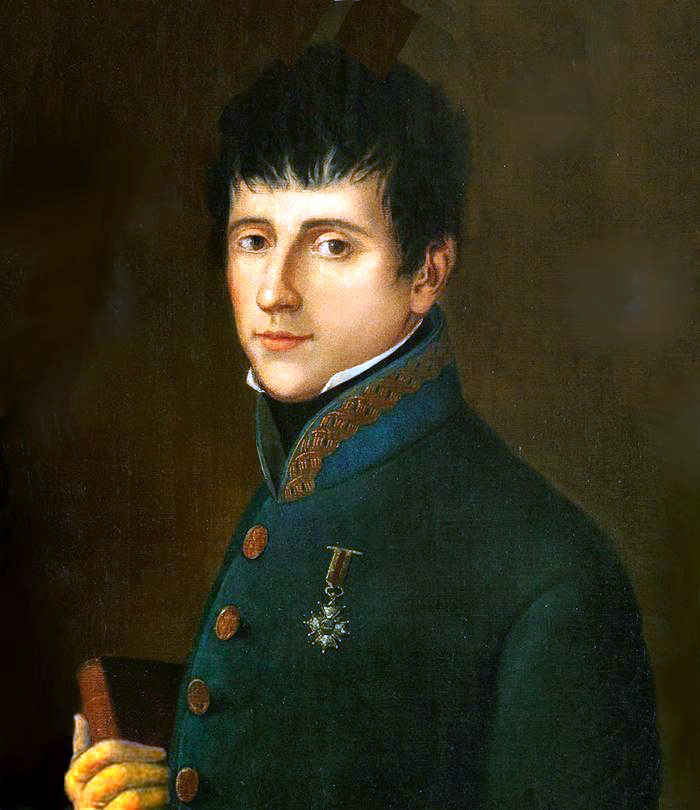
Rafael del Riego

- - Depois disso, militares liberais fizeram pelo menos cinco tentativas fracassadas (pronunciamentos) de promover uma rebelião militar vitoriosa, até que, no dia 1º de janeiro de 1820, teve início a rebelião liderada por Rafael de Riego, em Las Cabezas de San Juan (Andaluzia). No final do primeiro decênio de março, as tropas lideradas por Riego já estavam reduzidas a cerca de 50 homens que tentavam fugir para Portugal. No entanto, outras unidades militares também se rebelaram e, no dia 09 março, o Rei Fernando VII, para evitar novas rebeliões, decidiu restabelecer a Constituição de 1812, dando início ao Triênio Liberal.
  - Posteriormente, começaram a surgir grupos guerrilheiros favoráveis ao retorno do absolutismo monárquico que começaram a agir a partir da primavera de 1821. No dia de 07 de abril de 1823, esses grupos receberam o reforço dos Cem Mil Filhos de São Luís (tropas francesas, apoiadas pela Santa Aliança). Com esse reforço, os liberais foram derrotados e, no dia 1º de outubro, o Rei Fernando VII voltou a revogar a Constituição de 1812.

### Península Itálica
Parte de "Risorgimento"
- No dia 12 de julho de 1812, Francisco I das Duas Sicílias, então regente do Reino da Sicília, que, na época era protegido pela Marinha Britânica de uma possível invasão napoleônica, promulgou uma "Constituição da Sicília" inspirada na "Constituição da Inglaterra", de acordo com um texto, antes aprovado pelo Parlamento da Sicília.[111] Essa carta constitucional previa:
  1. a abolição do feudalismo no Reino da Sicília;
  2. um parlamento bicameral, composto por uma Câmara dos Comuns, composta por representantes eleitos pelo povo e uma Câmara de "iguais", composta por eclesiásticos, militares e aristocratas nomeados pelo Rei em caráter vitalício.

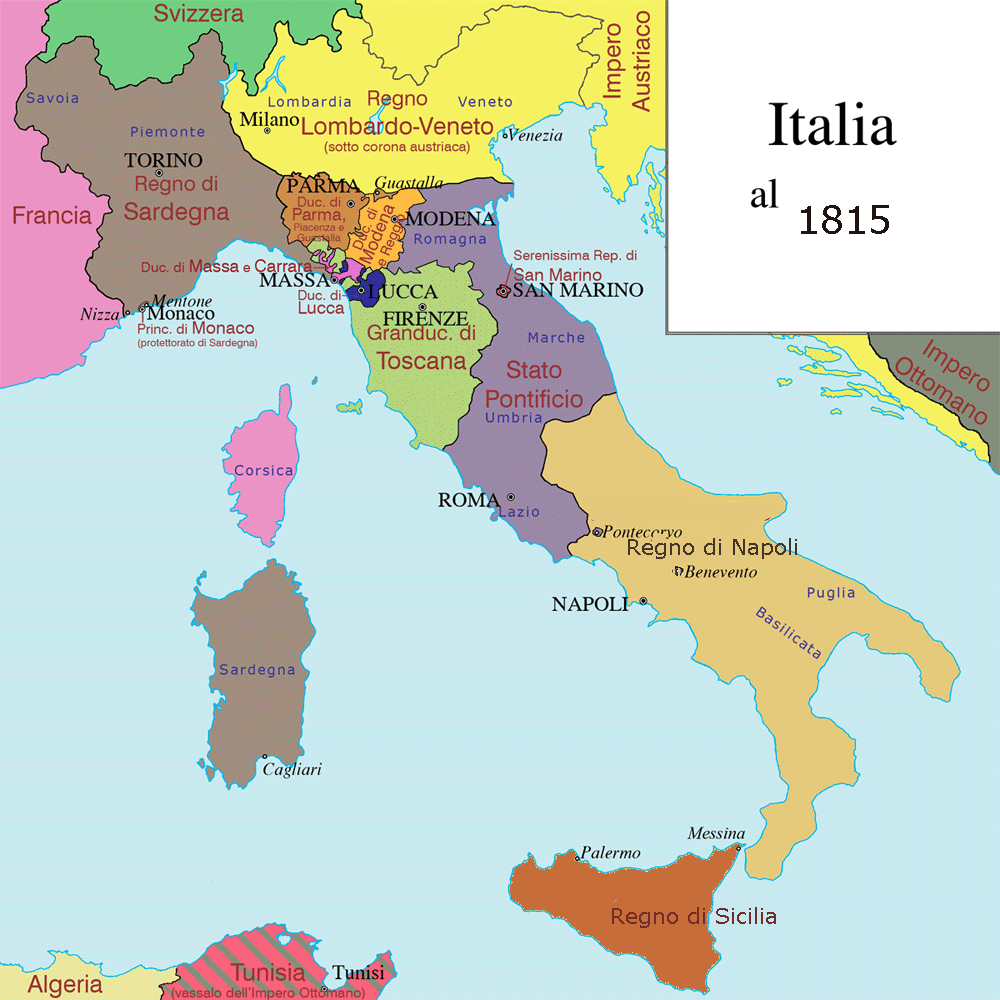
Mapa político da Península Itálica em 1815 decidida pelo Congresso de Viena

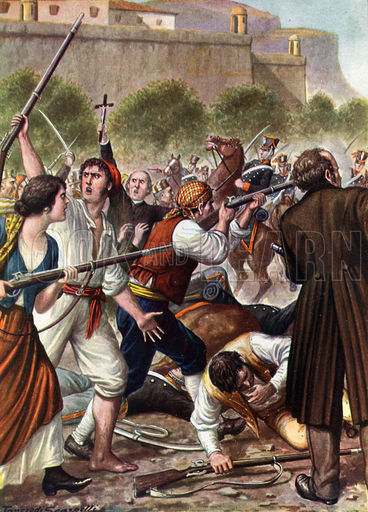
Insurreição em Palermo

- - Entretanto, após a queda de Napoleão Bonaparte e a realização do Congresso de Viena (entre setembro de 1814 e junho de 1815), que restaurou o absolutismo monárquico em diversos países da Europa, foi instaurado o Reino das Duas Sicílias e a Constituição da Sicília deixou de ter qualquer validade jurídica.
  - Depois, no dia 15 de junho de 1820, teve início uma rebelião separatista, liderada por Giuseppe Alliata di Villafranca, que estabeleceu um governo em Palermo, presidido por Giovanni Luigi Moncada, que convocou o Parlamento da Sicília que, no dia 16 de julho, restaurou a Constituição de 1812.[112] No entanto, essa restauração teria curta duração, pois o movimento separatista foi derrotado, definitivamente, no dia 22 de novembro, por tropas enviadas da parte continental do Reino das Duas Sicílias.[113]

- Reino das Duas Sicílias (parte continental) - Na noite entre 01 e 02 de julho de 1820, teve início uma rebelião em Nola que, em poucos dias se espalhou por a parte continental do Reino das Duas Sicílias. O General Guglielmo Pepe se juntou aos rebeldes, o que levou o Rei Fernando I das Duas Sicílias, no dia 06 de julho, a aceitar uma Constituição similar à Constituição Espanhola de 1812. Em agosto, foi eleito um novo parlamento napolitano. Essa situação seria encerrada pela vitória das tropas austríacas que, no dia 24 de março de 1821, ingressaram em Nápoles, onde dissolveram o parlamento e restauraram o poder absoluto do Rei Fernando I.[114][115]

- Piemonte - no dia 11 de janeiro de 1821, durante uma apresentação em um teatro em Turim, quatro estudantes foram presos pela polícia porque usavam bonés vermelhos com laço preto, símbolo dos carbonários. Os jovens resistiram causando um tumulto generalizado. No dia seguinte muitos estudantes e professores protestaram para exigir a libertação dos presos, dando início a tumultos que fizeram com que o governo enviasse o exército para reprimir os protestos. Embora não tenha havido mortes, os feridos foram muito numerosos.[116]
  - No dia 10 de março de 1821, teve início, na Fortaleza de Alexandria, uma rebelião liderada por Santorre di Santa Rosa,[117][118] que logo se espalhou por outras cidades como: Vercelli e Turim. Nesse contexto ocorreu o Pronunciamento dos Generais Insurgentes, que era favorável à adoção de uma constituição, baseada na Constituição Espanhola de 1812.
  - Na noite do dia 12 de março, o Rei Vítor Emanuel I abdicou em favor do seu irmão: Carlos Félix, que não pode assumir imediatamente o trono, pois estava em Módena. Nesse contexto, foi designado como regente: o Príncipe Carlos Alberto que, na noite do dia 13 de março, aceitou que a Constituição fosse colocada em vigor;
  - No entanto, Carlos Félix rejeitou a Constituição e enviou tropas, apoiadas pelos austríacos, para combater os constitucionalistas. A referida Constituição foi revogada no dia 10 de abril, quando tropas leais a Carlos Félix tomaram Turim.[119] Após assumir o trono, Carlos Félix deu início a uma severa repressão contra os rebelados.[120]

### Revolução Liberal do Porto
- No dia 24 de agosto de 1820, eclodiu, em Portugal, a Revolução liberal do Porto, que resultou na realização, em janeiro de 1821, de eleições para Cortes Constituintes e na entrada em vigor de uma Constituição Provisória. Desse modo, no dia 23 de setembro de 1822, foi aprovada a Constituição Portuguesa de 1822, que pretendia substituir o absolutismo monárquico por uma monarquia constitucional, e que, apesar de ter estado vigente apenas durante dois efémeros períodos — o primeiro entre 1822 e 1823 e o segundo entre 1836 e 1838 —, foi um marco fundamental para a história da democracia em Portugal.[121] Foi considerada bastante progressista para a época, tendo sido inspirada no modelo da Constituição Espanhola de 1812 e também nas constituições Francesas de 1791 e 1795, sendo marcante pelo seu espírito amplamente liberal e, desse modo, revogava inúmeros velhos privilégios feudais, característicos do regime absolutista.

### Romênia
- Valáquia (sul da Romênia): No dia 04 de fevereiro de 1821 (poucos dias após a morte de Alexandru Suţu, principal autoridade do Império Otomano na Valáquia), foi lida a "Proclamação de Padeş", na vila homônima, situada na Comuna de Padeș. Essa Declaração era o documento programático do movimento liderado por Tudor Vladimirescu, dirigido a todos os "povos" da Valáquia, e que incluía uma série de demandas, entre as quais a divisão das terras dos boiardos (que colaboravam com os fanariotas) e dos mosteiros ao campesinato, a abolição dos privilégios dos boiardos, justiça e liberdade. Esse documento, juntamente com outro conhecido como: "As demandas do povo romeno", seriam a base da Revolução Romena de 1821. Um dos elementos fundamentais desse processo foi a luta contra os "fanariotas" (famílias de origem grega que ocupavam altos postos nas terras da atual Romênia controladas pelo Império Otomano).
  - No dia 02 de abril, o exército revolucionário entrou triunfalmente em Bucareste. O movimento foi suprimido pela intervenção de tropas otomanas, que esmagaram os últimos focos de resistência no mês de agosto.

### Revoluções de 1830
Ver: Revoluções de 1830

A Liberdade Guiando o Povo, quadro no qual Delacroix mostra a revolta da população parisiense, que, mobilizada pelas ideias liberais, em 1830, sai às ruas para pôr fim ao absolutismo

- Entre 27 e 29 de julho de 1830, ocorreu uma série de levantes em Paris (Revolução de Julho) que resultaram na abdicação do Rei Carlos X, queda do absolutismo monárquico instalado pela Restauração Bourbon, e na ascensão ao trono de Luís Filipe I que instalaria uma monarquia constitucional que ficaria conhecida como a Monarquia de Julho e que seria regida pela Constituição Francesa de 1830.

- No dia 25 de agosto de 1830, a população católica do sul do Reino Unido dos Países Baixos inicia a Revolução Belga que resultaria, no dia 04 de outubro de 1830, na declaração de independência belga, e na aprovação, no dia 07 de fevereiro de 1831, da Constituição da Bélgica pelo Congresso Nacional. Com essa Constituição, a Bélgica foi criada como uma monarquia parlamentar na qual a separação dos poderes seria respeitada. A referida Constituição também contém uma lista de direitos fundamentais à disposição de todos os belgas. Os deputados e senadores seriam eleitos por sufrágio restrito aos cidadãos com renda suficiente para pagar o censo eleitoral (cota tributária). A partir de 1921, o sufrágio passou a ser universal.

- Cantões da Confederação Suíça - Constituições de caráter liberal entraram em vigor nos cantões de Ticino em 1830,[122] antes da Revolução Francesa de Julho de 1830, e depois, até 1831, nos cantões de Zurique, Berna, Lucerna, Friburgo, Solothurn, Sankt Gallen, Aargau, Thurgau e Vaud e, um pouco tarde, em Basel-Landschaft e Glarus.
  - Essas novas constituições reduziram o domínio da aristocracia ou do patriciado, que era exercido por poucas famílias, há gerações, sobre os camponeses nos cantões afetados. No entanto, a libertação dos camponeses (que eram proibidos de sair da terra de seus senhores, para procurar trabalho em outro lugar, por gerações) foi condicionada a um resgate, em valores que maior parte dos camponeses precisou de décadas de economias para pagar;[123]
  - Além das mudanças nas relações sociais dentro dos cantões, os liberais defendiam a criação de um espaço econômico uniforme, sem barreiras alfandegárias cantonais e com moeda uniforme, o que exigia uma maior centralização do poder político;
  - No dia 17 de março de 1832, sete Cantões liberais: Zurique, Berna, Lucerna, Solothurn, Sankt Gallen, Aargau e Thurgau formaram uma aliança defensiva;[124][125]
  - Por outro lado, no dia 11 de dezembro de 1845, foi formada uma aliança formada pelos: Cantões conservadores de: Lucerna (onde os conservadores tinham tomado o poder), Uri, Schwyz, Unterwalden, Zug, Friburgo e Valais. Essa aliança foi denominada como: Sonderbund.

- No dia 29 de novembro de 1830, teve início o Levante de Novembro em Varsóvia (Polônia) contra o domínio do Império Russo. Antecedentes: no dia 24 de outubro de 1795, ocorreu a Terceira Partição da Polônia, desse modo, a Imperatriz Catarina II da Rússia passou a dominar o que restava da parte leste da Polônia (Polônia do Congresso) como uma União Pessoal (ou seja, o Imperador da Rússia também tinha o direito de ser nomeado como Rei da Polônia), o que garantia grande autonomia àquela região e funcionamento do Parlamento Polonês (Sejm). Em 1819, o Imperador Alexandre I designou Constantino Pavlovich para governar a Polônia, onde começou a destruir a relativa autonomia que existia naquela região, processo que causou uma crescente insatisfação que acabaria por resultar no Levante de Novembro iniciando uma guerra que somente seria encerrada em 05 de outubro de 1831, com vitória russa.

- Após o sucesso da Revolução de Julho de 1830 (França), carbonários, liderados por Ciro Menotti, fomentaram rebeliões em várias cidades pertencentes aos Estados Pontifícios. Essas revoltas tiveram início, após a prisão de Ciro Menotti, que ocorreu no dia 3 de fevereiro de 1831.
  - No dia 05 de fevereiro, os insurgentes declararam a secessão das Legações Papais de Bolonha, Ferrara, Ravena e Forlì em relação aos Estados Pontifícios. A revolta também se espalhou entre as várias cidades das Legações Papais de Marcas e da Úmbria;[126][127]
  - Inicialmente, as autoridades papais na Romanha desistiram do poder quase sem resistência e os rebeldes estabeleceram, no dia 04 de março, as Províncias Unidas Italianas, uma república parlamentar com capital em Bolonha, presidida por Giovanni Vicini;
  - Entre março e 25 de abril, as Províncias Unidas Italianas foram suprimidas pela intervenção de tropas austríacas. Os insurgentes esperavam o apoio do Rei Luís Filipe (França), que havia apoiado a rebelião secessionista na Bélgica (Revolução Belga), mas isso não ocorreu.[128]

- Em 1832, ocorreu uma Reforma Eleitoral no Reino Unido, que:
  - Aboliu os pequenos distritos eleitorais (distritos podres) que aumentavam a representatividade das áreas rurais no parlamento em detrimento da representatividade das áreas urbanas; e
  - Estendeu o direito de voto aos pequenos proprietários de terras, aos arrendatários, aos lojistas, aos chefes de família que pagavam um aluguel anual acima de determinado valor e a alguns inquilinos.[129][130]

- No dia 26 de maio de 1834, as forças que defendiam uma monarquia absolutista em Portugal, lideradas pelo Rei Miguel I reconheceram sua derrota (Convenção de Évora Monte) diante das forças liberais lideradas pelo Rei Dom Pedro IV, que antes fora o Imperador Dom Pedro I no Brasil. Esse foi o término da Guerra Civil Portuguesa (1832-1834) e resultou no revigoramento da Carta Constitucional portuguesa de 1826 que fora outorgada pelo Rei Dom Pedro IV e tinha características mais conservadoras do que a Constituição portuguesa de 1822, que fora elaborada pelas Cortes Gerais e Extraordinárias da Nação Portuguesa.
  - Em setembro de 1836, ocorreu a Revolução de Setembro que fez com que a Constituição Portuguesa de 1822 voltasse a entrar em vigor.
  - Em 4 de abril de 1838, entraria em vigor a Constituição portuguesa de 1838, também elaborada por Cortes Constituintes e que foi considerada como uma síntese entre os textos de 1822 e 1826.
  - No início de 1842, António Bernardo da Costa Cabral liderou um movimento que levaria à restauração da Carta Constitucional portuguesa de 1826.

- Em 1835, foi aprovada uma Constituição para o Principado da Sérvia que previa: a Separação de Poderes e alguns direitos individuais, como: o direito a um julgamento legal, a liberdade de circulação e de residência, o direito de escolher uma profissão e a igualdade perante a lei, independentemente da religião e da etnia. No entanto, apesar de ter sido promulgada pela "Grande Assembleia Nacional", a constituição foi suspensa após apenas 55 dias por pressão das Grandes Potências Feudais (Impérios: Otomano, Russo e Áustria).

- Em 15 de maio de 1836, Maria Cristina das Duas Sicílias, então regente do Reino da Espanha, quando sua filha: a futura Rainha Isabel II de Espanha (1830-1904) ainda era menor, demitiu o liberal Juan Álvarez Mendizábal do cargo de Presidente do Governo da Espanha. Essa situação gerou descontentamento nas forças armadas que permitiu vitórias dos carlistas na Espanha e diversas rebeliões, até que, em 12 de agosto, teve início o Motim da Granja de San Ildefonso, que era o lugar no qual estava a família real (Palácio Real de La Granja de San Ildefonso), nessas circunstâncias, no dia 13 de agosto, Maria Cristina nomeou o progressista José María Calatrava, como Presidente do Governo, e restabeleceu a Constituição Espanhola de 1812 (revogando o "Estatuto Real de 1834"), que tinha forte caráter liberal. Pouco depois, ocorreram eleições para Cortes Constituintes que reformaram a Constituição de 1812 e o Reino da Espanha passou a ser regido pela "Constituição Espanhola de 1837", que tinha caráter mais conservador do que a Constituição de 1812.
  - Entre outubro e novembro de 1843, foi declarada a maioridade da Rainha Isabel II, quando essa completou 13 anos, e ocorreu uma guinada conservadora. Nesse contexto, no verão de 1844, foram realizadas novas eleições para Cortes Constituintes, que, em 1845, fizeram alterações na Constituição de 1837, desse modo, entrou em vigor a Constituição Espanhola de 1845, segundo a qual: o poder legislativo era partilhado entre as Cortes e a Rainha. As Cortes passaram a ser compostas por dois órgãos legislativos: o Congresso dos Deputados e o Senado. O Congresso passou a ser composto por representantes eleitos por sufrágio censitário, pelos eleitores de maior renda do país, que eram menos do que 1% da população. Enquanto que o Senado passou a ser composto por senadores escolhidos pela Rainha.

- No dia 03 de setembro de 1843, a guarnição militar de Atenas, com a ajuda de cidadãos, rebelou -se e exigiu do Rei Oto da Grécia a concessão de uma Constituição. Em março de 1844, foi proclamada a Constituição grega de 1844 que restabeleceu a monarquia constitucional, foi baseada na Constituição Francesa de 1830 e na Constituição belga de 1831; e tinha as seguintes características:
  - Princípio da soberania monárquica, pois o monarca era o poder decisivo do Estado;
  - O Poder Legislativo seria exercido pelo Rei - que também tinha o poder de ratificar as leis - pelo Parlamento e pelo Senado;
  - Os membros do Parlamento eram eleitos para um mandato de três anos por sufrágio universal masculino;
  - Os senadores eram nomeados pelo Rei para mandatos vitalícios.

### Revoluções de 1848
Ver: Revoluções de 1848

#### Suíça

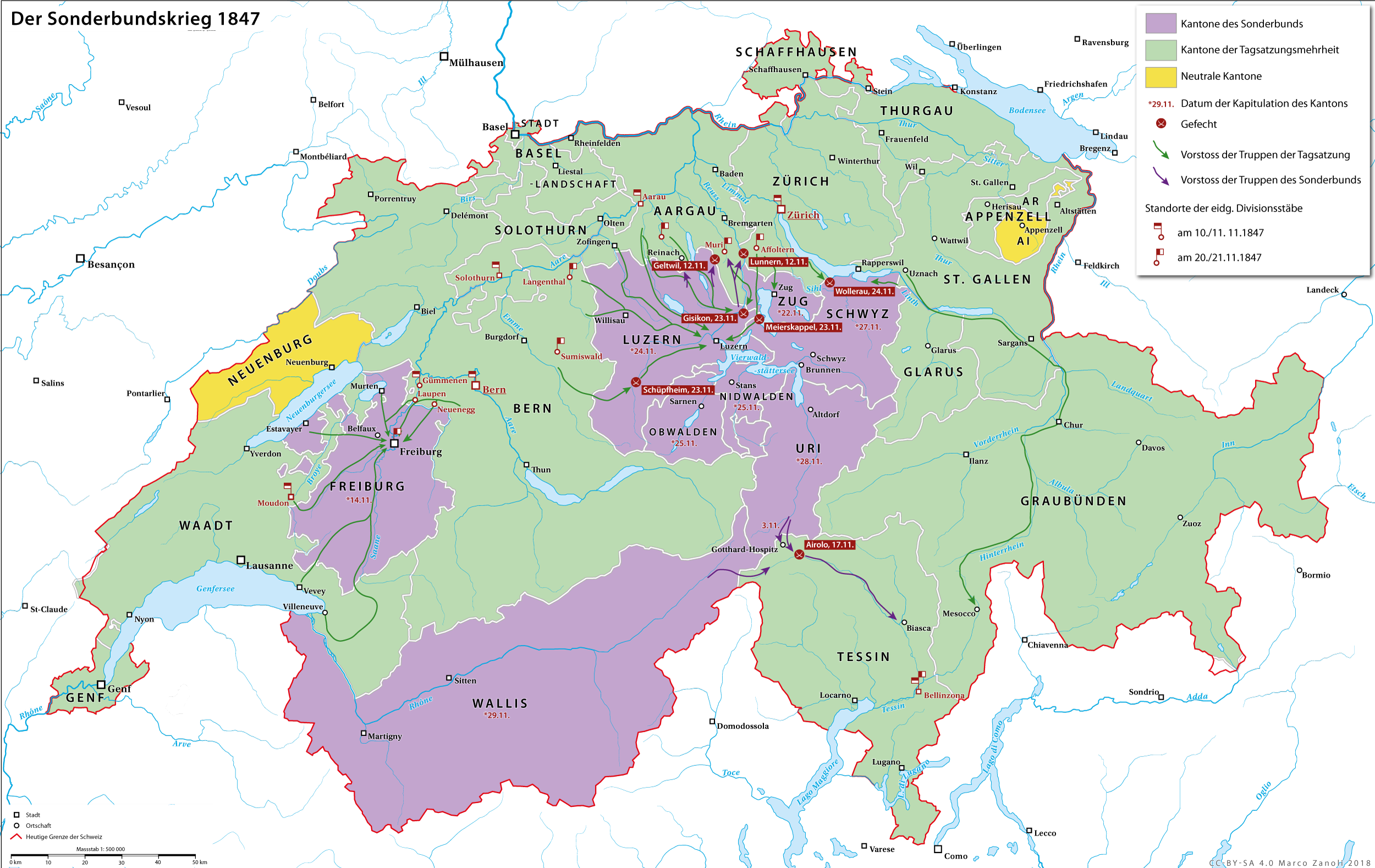
Em lilás: Sonderbund (aliança de Cantões conservadores - em verde: Cantões liberais - em amarelo: Cantões neutros

- Guerra de Sonderbund - No dia 04 de novembro de 1847, a Dieta de Berna decidiu usar a força das armas para dissolver a Sonderbund (aliança de Cantões conservadores), com base no tratado federal de 1815. No dia 29 de novembro, o último Cantão conservador se rendeu. Como consequência:
  - As constituições dos cantões derrotados foram revistas com base em teses liberais;
  - No dia 12 de setembro de 1848, foi promulgada a Constituição Federal Suíça 1848 que substituiu o Pacto federal suíço de 1815. Desse modo, a Confederação Suíça de cantões soberanos foi substituída por uma federação. Portanto, a entidade federal tinha competência exclusiva para decidir e legislar sobre guerra e paz, relações com países estrangeiros, alfândegas, correios, moeda, medidas e pesos, organização do exército federal, ensino militar superior, garantia de constituições cantonais republicano-democráticas, unidade jurídica política, liberdades de: crença, imprensa, associação e execução de um orçamento próprio.[131] Para essa finalidade foi estabelecida uma Assembleia Federal bicameral, composta pelo: Conselho dos Estados, que reúne os representantes dos cantões; e o Conselho Nacional que reúne representantes do povo suíço. Também foi estabelecido um Supremo Tribunal Federal.

#### Dinamarca
- Em dezembro de 1847, o Rei Cristiano VIII encarregou Peter Georg Bang para elaborar um projeto de Constituição para a Dinamarca. O projeto deveria ser discutido em uma reunião do Conselho de Estado, prevista para o dia 10 de janeiro de 1848. No entanto, isso foi cancelado devido à doença do Rei, que resultaria em sua morte, no dia 20 de janeiro;
  - No dia 28 de janeiro de 1948, o Rei Frederico VII emitiu o "Forfatningsrescript" ("Decreto Constitucional"), convocando 52 representantes de todo o império para considerar como deveria proceder a transição para uma constituição livre;[132]
  - No dia 05 de outubro, ocorreram eleições gerais para a Assembleia Constituinte ("Den grundlovgivende Rigsforsamling") mas devido à Revolta de Schleswig-Holstein, nenhum deputado pôde ser eleito nos ducados de Schleswig e de Holstein.
  - No dia 05 de junho de 1849, entrou em vigor a Constituição da Dinamarca, adotada pela referida Assembleia Constituinte.

#### Península Itálica (1848)
- No dia 12 de janeiro de 1848, teve início, em Palermo, a Revolução Siciliana de 1848 que, no dia 25 de março, resultou na proclamação de um Reino na Sicília, que durou até 15 de maio de 1849, quando tropas enviadas pelo Rei Fernando II das Duas Sicílias ingressaram em Palermo. Nesse período, merece destaque a proclamação, no dia 10 de julho, da Constituição Siciliana de 1848.[133]

- No dia 11 de fevereiro de 1848, o Rei Fernando II das Duas Sicílias, promulgou uma Constituição para o Reino das Duas Sicílias, redigida pelo liberal Francesco Paolo Bozzelli. Essa foi uma tentativa de reduzir o ímpeto da revolta que havia se iniciado no dia 12 de janeiro, em Palermo. Mas essa Constituição foi suspensa, no dia 12 de março de 1849, quando o Rei Fernando II dissolveu a Câmara dos Deputados.

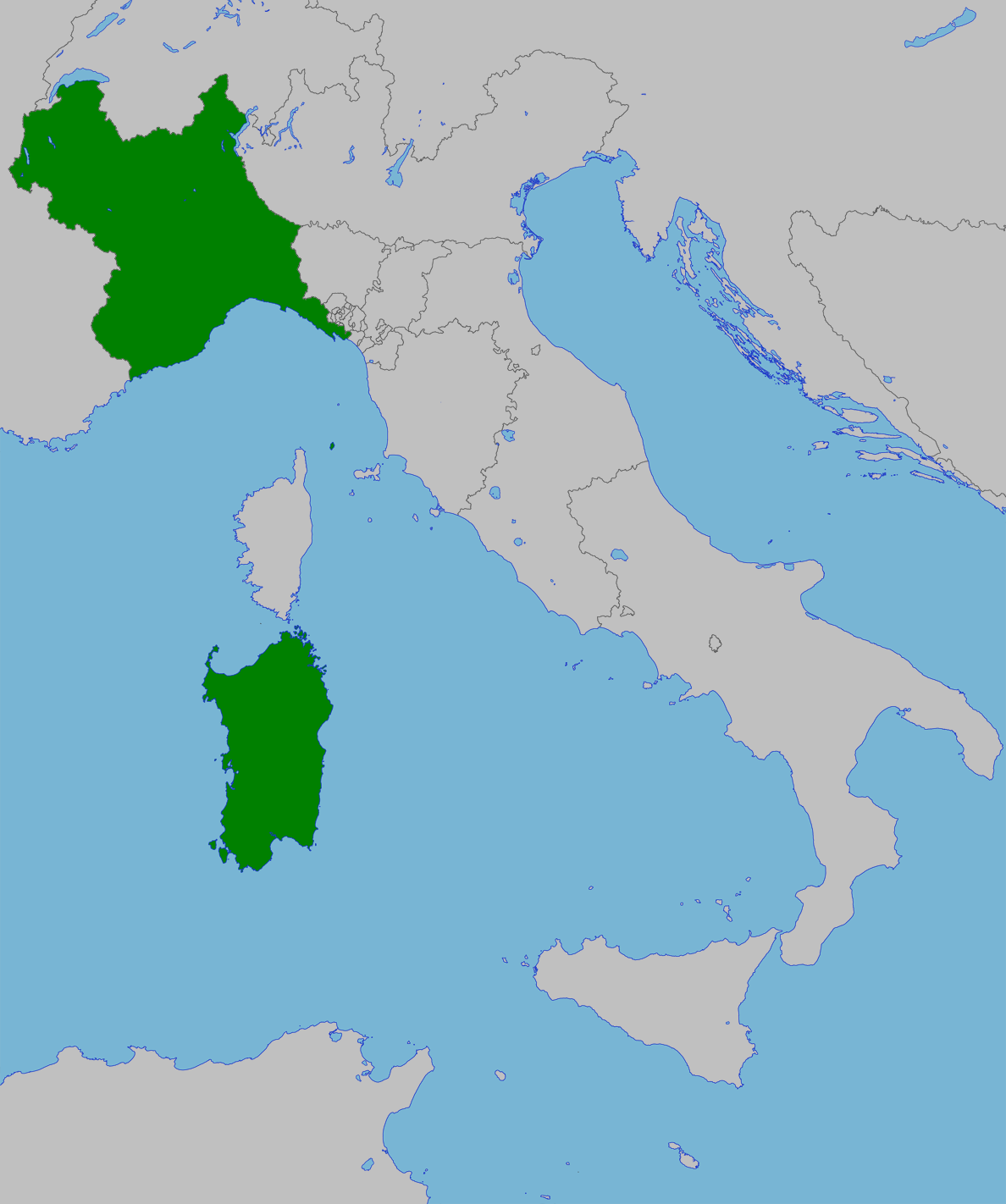
Em 1848, os domínios do Reino da Sardenha, incluíam o Piemonte (parte continental) e a Ilha da Sardenha

- No dia 30 de janeiro de 1848, o Corpo Decurional de Turim, após saber que o Rei Fernando II das Duas Sicílias, havia decidido conceder uma Constituição para o Reino das Duas Sicílias, solicitou ao Rei Carlos Alberto que promulgasse uma Constituição para o Reino da Sardenha. Para isso, o Rei Carlos Alberto proclamou, no dia 08 de fevereiro, uma lista de 14 pontos do que viria a ser o Estatuto do Reino da Sardenha, também conhecido como "Estatuto Albertino".
  - No 04 de março, foi promulgado o Estatuto Albertino, inspirado na Constituição Francesa de 1830 e na Constituição da Bélgica de 1831;
  - A partir de 17 de março de 1861, o referido Estatuto seria aplicado em todo o Reino da Itália;
  - Até o início da década de 1920, o Estatuto evoluiu de modo que os poderes do parlamento foram fortalecidos e os poderes do Rei foram reduzidos;
  - Após a ascensão do fascismo, o Estatuto foi deformado o que, em parte, foi facilitado por se tratar de uma Constituição flexível;
  - Teve sua vigência encerrada, no dia 22 de dezembro de 1947, pela promulgação da Constituição da República Italiana.

- No dia 17 de fevereiro de 1848, o Grão Duque da Toscana, Leopoldo II, outorgou uma Constituição, que se destacou por conceder plenos direitos aos cidadãos de todas as religiões. Desse modo, no dia 18 de março, teve início o primeiro governo constitucional do Grão-Ducado da Toscana. No de 25 de maio de 1849, essa experiência democrática seria encerrada, com o ingresso de tropas austríacas em Florença para restabelecer o poder de Leopoldo II. Em 1852, a Constituição seria definitivamente abolida.

- No dia 14 de março de 1848, o Papa Pio IX, publicou o Estatuto Fundamental do Governo Temporal dos Estados da Santa Igreja, que preservava duas prerrogativas absolutistas: a) a declaração da religião católica como religião do Estado, b) o poder de censura eclesiástica preventiva sobre todas as publicações relativas à religião, mas fazia diversas concessões aos cidadãos, tais como:
  1. Poder Judiciário independente;
  2. Dissolução dos Tribunais da Inquisição;
  3. Previsão de que a liberdade pessoal somente poderia ser restringida com base em lei (portanto, ninguém poderia ser preso "a não ser em virtude de ato expedido pela autoridade competente");
  4. a censura preventiva foi substituída por medidas direcionadas a casos específicos de abuso;
  5. inviolabilidade do direito de propriedade;
  6. reconhecimento do direito à propriedade literária;
  7. administração dos Municípios pelos leigos.

- - Desse modo, os leigos passaram a ser admitidos tanto no poder executivo quanto no poder legislativo. Os ministros seriam nomeados pelo pontífice. Foram estabelecidas duas câmaras legislativas, chamadas de: "Conselho Superior", cujos integrantes eram nomeados em caráter vitalício pelo pontífice; e "Conselho dos Deputados", que eram eleitos pelos cidadãos;[134]

- - No dia 24 de novembro de 1848, o Papa Pio IX fugiu de Roma em direção à Gaeta, onde sob a proteção do Reino das Duas Sicílias, passou a defender a intervenção dos poderes católicos para restaurar a ordem no Estado Pontifício.

- - Nesse contexto, entre os dias 21 e 22 de janeiro de 1849, foram realizadas eleições para uma Assembleia Constituinte. No dia 09 de fevereiro de 1849, a referida Assembleia aprovou o Decreto fundamental da República Romana que estabeleceu a República Romana e extinguiu o poder temporal do papado, que seria suprimida no dia 04 de julho de 1849, pela intervenção de tropas francesas, que restabeleceram o poder papal em Roma (antes disso, outras cidades dos Estados Pontifícios já haviam sido dominadas por tropas austríacas);

- - No dia 12 de abril de 1850, O Papa Pio IX retornou a Roma e, na prática, revogou o Estatuto Fundamental do Governo Temporal dos Estados da Santa Igreja de março de 1848, restaurando seu poder temporal absoluto.

O Reino Lombardo-Vêneto (verde escuro), localizado no norte da Península Itálica, era parte do Império Austríaco (verde claro)

- No dia 18 de março de 1848, teve início uma Rebelião em Milão, então capital do Reino Lombardo-Vêneto, que libertou a cidade do domínio do Império Austríaco.
  - Na noite, entre os dias 21 e 22 de março foi nomeado um governo provisório para a cidade de Milão.[135] Depois disso, o governo estenderia seus poderes por a região da Lombardia e, entre 12 e 29 de maio, foi realizado um plebiscito que aprovou, por ampla maioria, a incorporação da região da Lombardia ao Reino da Sardenha, em um contexto no qual era importante unir forças para resistir ao Império Austríaco que pretendia restabelecer o controle sobre a região da Lombardia;
  - No entanto, após uma série de derrotas das tropas do Reino da Sardenha para os austríacos, no dia 05 cinco de agosto, a cidade de Milão se viu forçada a se render, por meio do Armistício de Salasco, que pôs fim à primeira fase da Primeira Guerra de Independência Italiana.

Bandeira da República de São Marcos

- No dia 22 de março de 1848, teve início uma revolta em Veneza contra a dominação austríaca, que resultou: na retirada das tropas e autoridades austríacas da cidade e no estabelecimento da República de São Marcos, que seria liderada por Daniele Manin.[136][137] Nos dias seguintes, tropas e autoridades austríacas também se retiraram das cidades próximas à Veneza (Região do Vêneto) que começaram, a formar seus próprios governos e enviaram representantes para se encontrar com Daniele Manin. Desse modo, entre os dias 24 e 29 de março as cidades de Treviso, Pádua, Belluno, Rovigo, Udine e Vicenza se juntaram à República de São Marcos;
  - O processo que poderia resultar em uma Assembleia Constituinte foi abortado pela rápida retomada das cidades da Região do Vêneto pela tropas austríacas no contexto da Primeira Guerra de Independência Italiana. Desse modo, em meados de junho, as tropas austríacas já tinham tomado toda a Região do Vêneto, com exceção da cidade de Veneza e das fortalezas de Palmanova e Osoppo.[138] Foi nesse contexto, que, no dia 04 de julho, foi aprovada a anexação da República de São Marcos ao Reino da Sardenha, na esperança de que as tropas do Rei Carlos Alberto pudessem expulsar as tropas austríacas da Região do Vêneto.[139] No entanto, essa esperança duraria pouco, pois, após diversas derrotas, o Rei Carlos Alberto foi forçado a assinar, no dia 09 de agosto, a parte do Armistício de Salasco que previa a desistência de suas pretensões na Região do Vêneto.
  - Isolada, a cidade de Veneza resistiria ao cerco das tropas austríacas até assinar sua rendição no dia 22 de agosto de 1849.

#### França

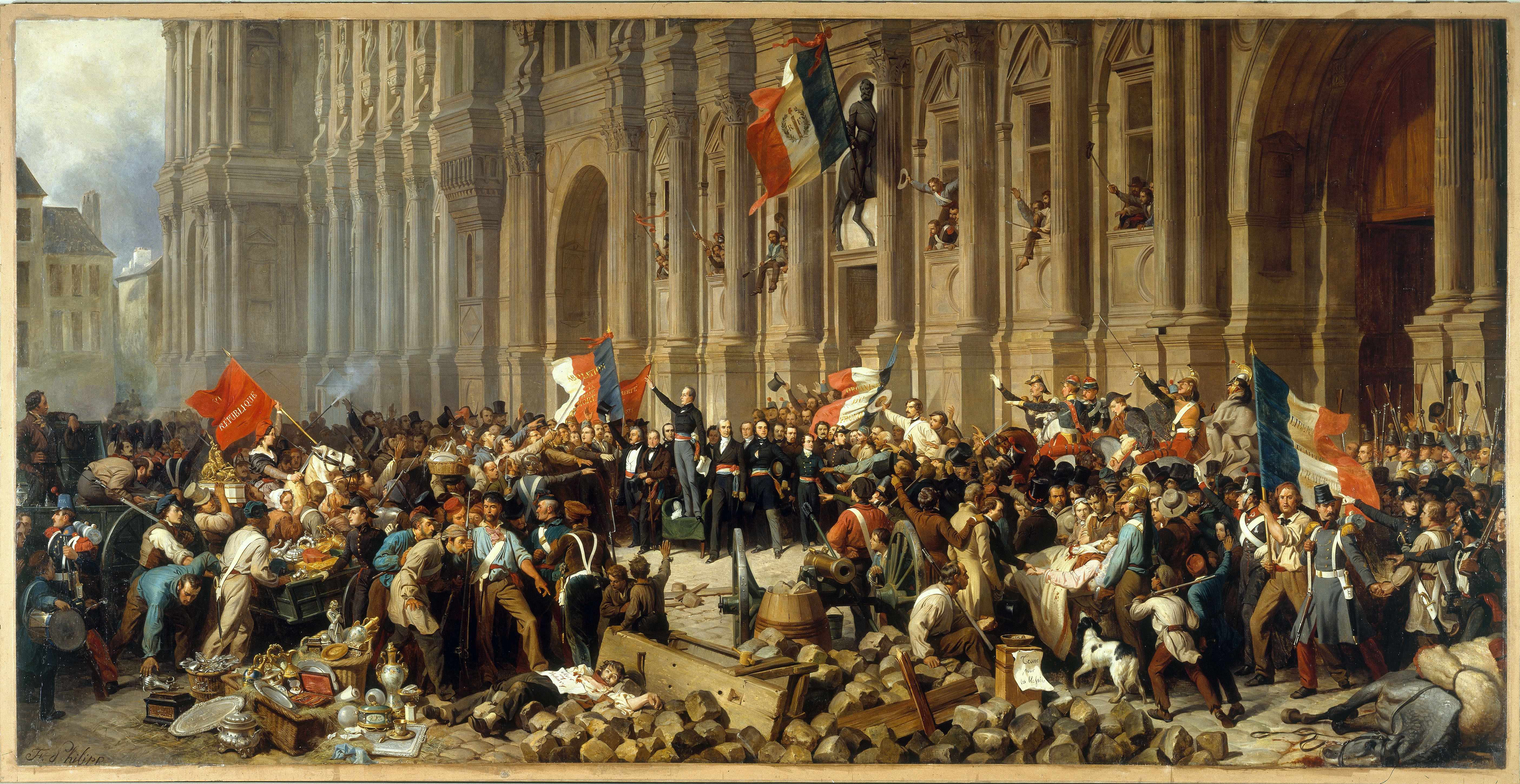
Lamartine em frente à Câmara Municipal de Paris rejeita a bandeira vermelha em 25 de fevereiro de 1848, por Henri Félix Emmanuel Philippoteaux

- No dia 22 de fevereiro de 1848, teve início, em Paris, a Revolução Francesa de 1848, que depôs o Rei Luís Filipe I e deu início à Segunda República Francesa (1848-1852) e à Constituição francesa de 1848 (votada em 04 de novembro), que adotou o sufrágio universal masculino e que foi revogada em 14 de janeiro de 1852, que seria a Constituição do Segundo Império Francês (1852-1870).

#### Estados Alemães

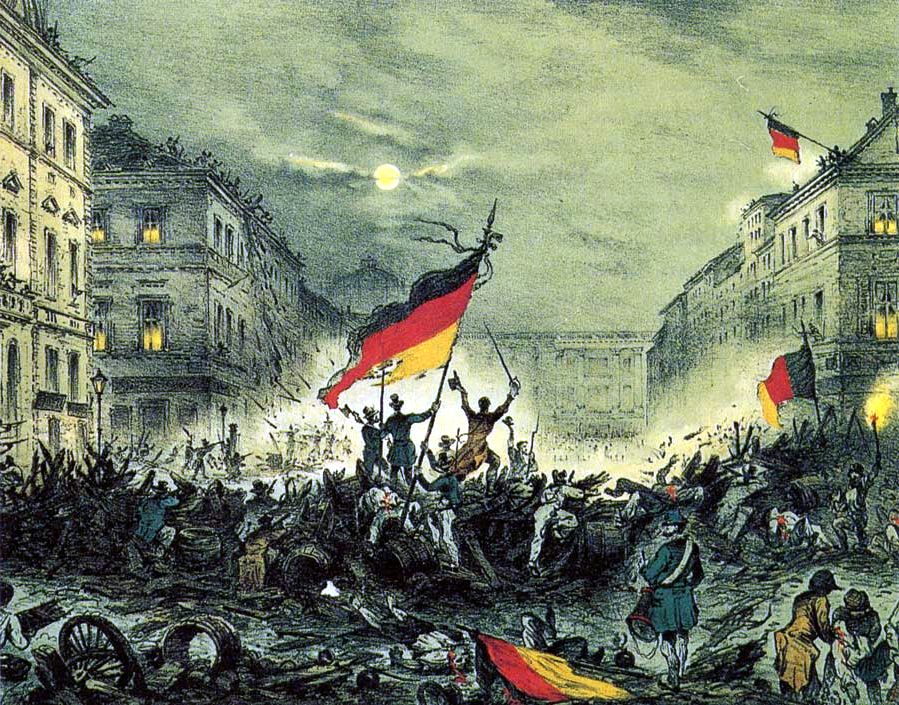
Revolucionários comemorando em Berlim, em 19 de março de 1848

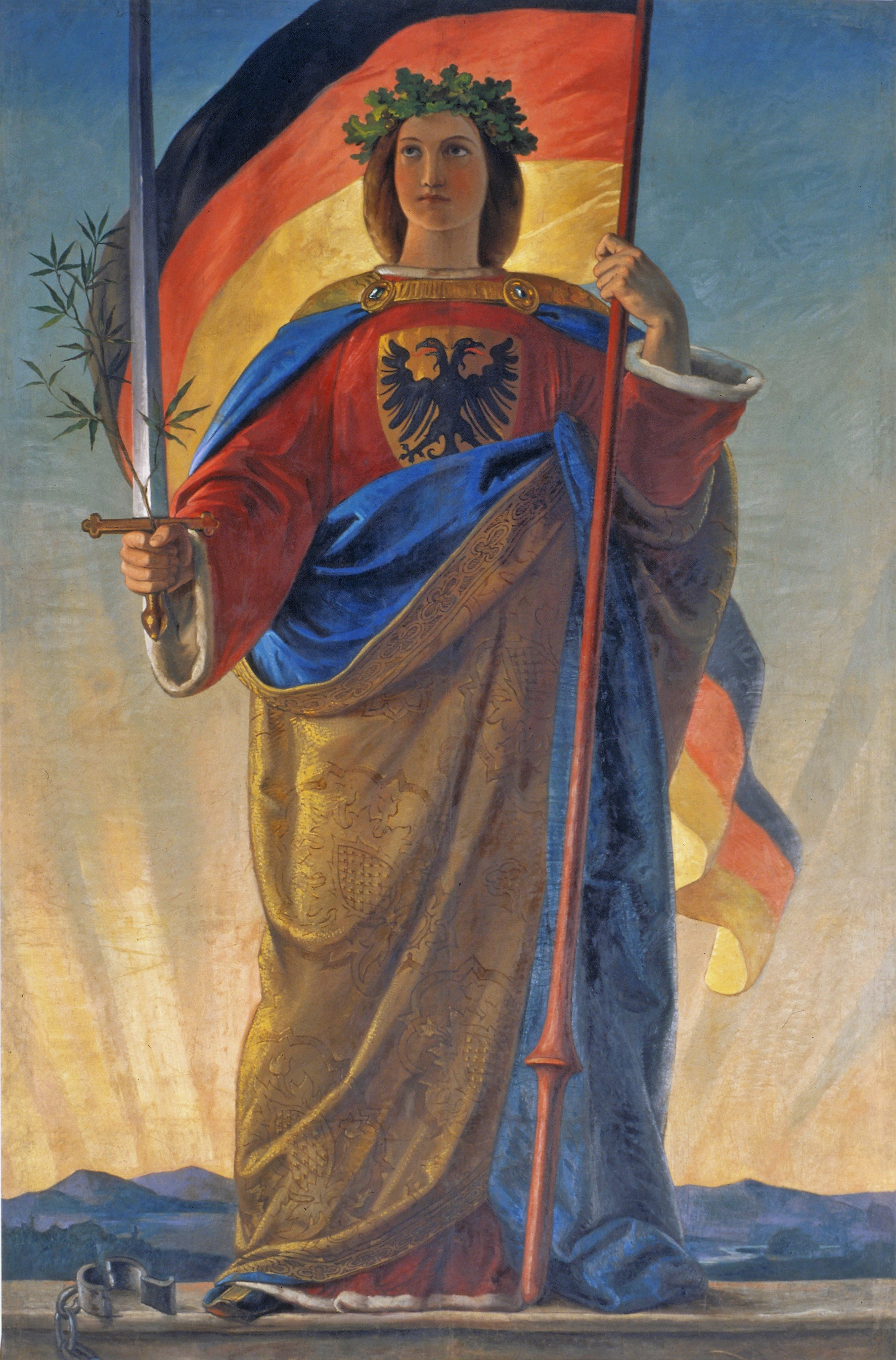
Germania por Philipp Veit

- Revoluções de 1848 nos Estados alemães - No dia 27 de fevereiro de 1848, se reuniu a Assembleia Popular de Mannheim (Alemanha), onde os participantes escreveram uma petição que exigia: liberdade de imprensa incondicional e o estabelecimento imediato de um parlamento alemão, como meios para se obter: "prosperidade, educação e liberdade para todas as classes da sociedade, independentemente de nascimento ou status". Nos dias e semanas seguintes, o Parlamento da Confederação Germânica aprovou várias resoluções federais com o objetivo de acalmar a situação:
  - 3 de março: Permissão para permitir a liberdade de imprensa: Os estados membros foram autorizados a abolir a censura, ou seja, a não aplicar a lei federal de imprensa de 1819, mas com a obrigação de criar mecanismos que façam combater o abuso da liberdade de imprensa;
  - 8 de março: Declaração de que é necessária uma reforma da Constituição Federal;
  - 9 de março: Declaração do preto, vermelho e dourado como cores federais; e
  - 30 de março: Resolução para eleger uma assembleia constituinte, que seria a Assembleia Nacional de Frankfurt.

- no dia 18 de maio de 1848, tiveram início os trabalhos da Assembleia Nacional de Frankfurt;
  - no dia 27 de dezembro: a Assembleia Nacional de Frankfurt aprovou os "Direitos Básicos do Povo Alemão";
  - no dia 28 de março de 1849, a Assembleia Nacional de Frankfurt aprovou o texto final do Projeto de Constituição e elegeu Frederico Guilherme IV da Prússia, que era o Rei da Prússia (o mais importante dos Estados da Confederação Germânica), para exercer o cargo de Imperador dos Alemães, entretanto, Frederico Guilherme IV recusou-se a exercer o cargo o que inviabilizou a implementação da Constituição aprovada pela Assembleia Nacional de Frankfurt; e
  - A partir de maio, eclodiram diversas revoltas exigindo a aplicação da Constituição aprovada pela Assembleia Nacional de Frankfurt que foram derrotadas por forças militares, sendo o último foco derrotado no dia 23 de julho.

#### Império Austríaco
- No dia 13 de março de 1848, teve início uma revolta em Viena.[140] No dia 15 de março, o Imperador Fernando I fez as primeiras concessões, prometendo a abolição da censura e a promulgação de uma Constituição. No dia 21 de março, foi formado um governo provisório. No dia 25 de abril, foi promulgada a Constituição de Pillersdorf, redigida por Franz von Pillersdorf, sem a participação de um órgão representativo do povo. Essa Constituição, que não se aplicava ao Reino da Hungria e nem aos territórios controlados pelo Império Austríaco na Península Itálica, tinha as seguintes características principais:
  1. Concessão de direitos fundamentais
  2. Parlamento bicameral, composto por: um senado, do qual participavam: os príncipes (quando chegavam à idade de 24 anos), Ministros nomeados pelo Imperador e proprietários de terras eleitos; e uma Câmara dos Deputados, da qual participavam: 383 integrantes eleitos pelo povo;
  3. Parlamento sem poderes legislativos plenos (pois o Imperador tinha um direito absoluto de veto), mas com o direito de iniciar o processo legislativo;
  4. Direito ao voto concedido a todos os homens a partir dos 24 anos, com algumas exclusões, como a dos trabalhadores que recebiam salários diários ou semanais;
  5. Exigência de que as ordens do Imperador fossem assinadas por um ministro responsável; e
  6. Independência do Poder Judiciário.

  - No entanto, a Constituição de Pillersdorf foi considerada insuficiente para atender às demandas democráticas, por isso ocorreram novos protestos populares (segunda revolta vienense), razão pela qual, no dia 15 de maio, foi declarado seu caráter provisório e convocada uma assembleia constituinte, que começou a funcionar no dia 22 de julho, com 383 delegados da Áustria e das terras eslavas que pertenciam à Coroa da Áustria. No entanto, essa assembleia não conseguiu concluir seus trabalhos, pois foi dissolvida pelo Imperador Francisco José que, no dia 04 março de 1849, promulgou uma nova constituição, que incorporou algumas ideias trabalhadas pela assembleia constituinte dissolvida;
  - No dia 31 de dezembro de 1851, a Constituição de 1849 foi abolida e, desse modo, o absolutismo monárquico foi reestabelecido.

#### Hungria

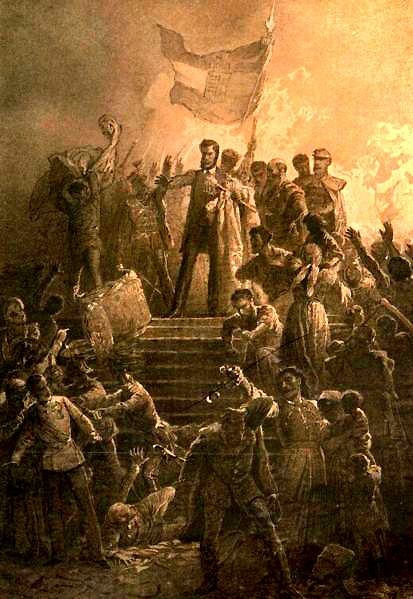
O poeta Sándor Petőfi recitando o Nemzeti dal a uma multidão a 15 de março de 1848 (por Mihály Zichy)

- Revolução húngara de 1848 - Após grandes protestos em meados de março de 1848, no dia 31 de março, o Parlamento da Hungria aprovou uma conjunto de leis que foram sancionadas entre os dias 07 e 11 de abril, por Fernando I da Áustria, exercendo o cargo de Rei da Hungria como "Fernando V". Esse conjunto de leis, ficaria conhecido como: "Leis de Abril" e previa:
  1. um sistema de representação popular na câmara baixa do parlamento com a ampliação do direito ao sufrágio, mas não um sufrágio universal masculino;
  2. algumas liberdades e a abolição quase completa do feudalismo;
  3. alteravam a relação entre a Igreja e o Estado.[141]

  -     - Entretanto, no dia 31 de agosto de 1849, o Império Austríaco exigiu a revogação das "Leis de Abril" e tiveram início hostilidades militares, que somente se encerraram no dia 04 de outubro de 1849, com vitória das tropas imperiais, apoiadas por 200 000 soldados enviados pelo Império Russo.

#### Romênia (1848)

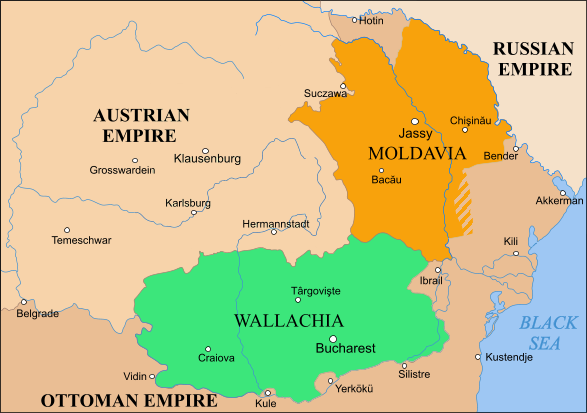
A região da Valáquia (em verde) corresponde ao sul do atual território da Romênia)

- Valáquia (sul da Romênia) - No dia 21 de junho de 1848, foi lida a "Proclamação de Islaz", na pequena cidade portuária de Islaz, atualmente situada nas margens do Rio Danúbio no Distrito de Teleorman (centro sul da Romênia). Essa Proclamação é considerada como a "primeira constituição moderna da Romênia";[142]
  - No dia 23 de junho, os revolucionários tomaram Bucareste sem conflitos armados, o que fez com que o Príncipe Gheorghe Bibescu aceitasse as demandas da "Proclamação de Islaz" e concordasse em apoiar a formação de um governo provisório. O governo provisório aboliu a censura, a pena de morte, as penas de castigos corporais, libertou todos os presos políticos, aboliu a escravidão cigana;[143][144][145][146][147][148]
  - No dia 25 de setembro, tropas otomanas entraram em Bucareste, pondo fim ao governo revolucionário. Como consequência, muitos revolucionários foram presos ou para o exílio.[149]

### Após 1848

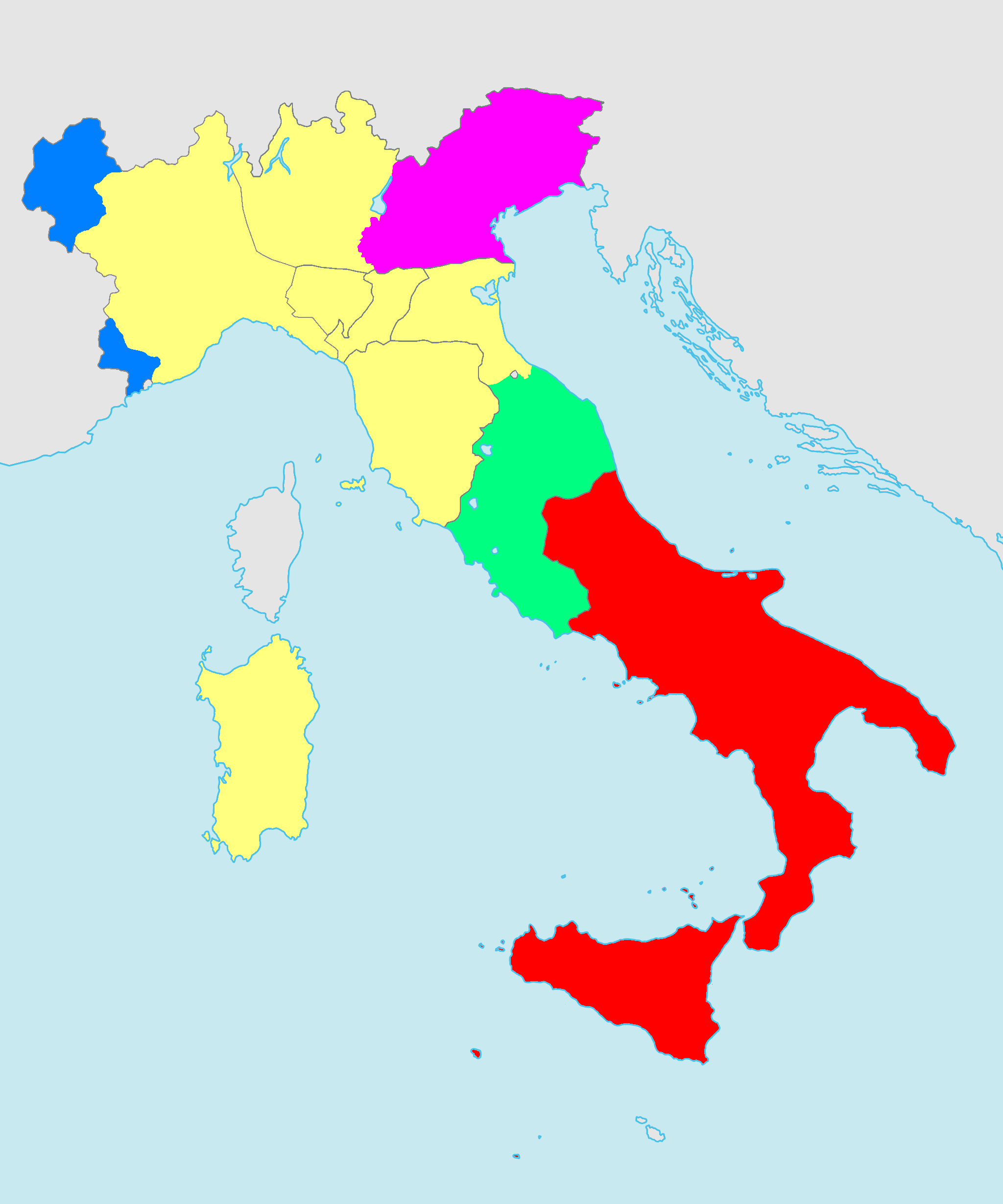
Península Italiana no final de março de 1860:
Ducado de Saboia e Condado de Nice (cedidos à França)
Reino da Sardenha (monarquia constitucional)
Reino Lombardo-Vêneto (parte do Império Austríaco, sem a região da Lombardia)
Estados Pontifícios
Reino das Duas Sicílias

- No dia 11 de julho de 1859, foi assinado o "Armistício de Villafranca" (ratificado, no dia 10 de novembro, pelo Tratado de Zurique) que lançou as bases para o fim da Segunda Guerra de Independência Italiana, que resultou do fato de que: a Região da Lombardia, com exceção da Comuna de Mântua, passou a estar sob a soberania do Reino da Sardenha, desse modo, a Região da Lombardia foi integrada a uma monarquia constitucional.
  - No dia 18 de março de 1860, os territórios que antes integravam as Províncias Unidas da Itália Central, então organizadas como "Províncias Reais da Emília", foram incorporados ao Reino da Sardenha, conforme fora aprovado em plebiscitos realizados nos dia 11 e 12 de março. Tais territórios incluíam os antigos territórios: do Grão-Ducado da Toscana, do Ducado de Parma e Piacenza, do Ducado de Módena e Régio e das Legações Apostólicas de Bolonha, de Ferrara, de Forlì e de Ravena. Desse modo, estes territórios foram integrados a uma monarquia constitucional.

- No dia 11 de maio de 1860, uma expedição comandada por Giuseppe Garibaldi, com cerca de mil integrantes (Expedição dos Mil), desembarcou em Marsala (extremo oeste da Ilha da Sicília) com o objetivo de iniciar a conquista da ilha para futura integração ao Reino da Sardenha;
  - A esse contingente inicial, logo se juntaram milhares de voluntários sicilianos e diversas expedições com reforços o que permitiu a conquista de quase todo o território do Reino das Duas Sicílias em pouco mais de 04 meses, tendo Garibaldi ingressado em Nápoles no dia 07 de setembro;
  - No dia 21 de outubro foram realizados plebiscitos separados tanto na Ilha da Sicília quanto na parte continental do Reino das Duas Sicílias (sul da Península Itálica), nos quais foram aprovadas a integração de todo o Reino das Duas Sicílias ao Reino da Sardenha e, no dia 17 de dezembro, foram aprovados os decretos que integraram todo o território do extinto Reino das Duas Sicílias ao Reino da Sardenha. Desse modo, quase todo o território do extinto Reino das Duas Sicílias passou a ser regida por uma monarquia constitucional (as últimas tropas do Rei Francisco II das Duas Sicílias resistiram cercadas em Gaeta, até 13 de fevereiro de 1861, e em "Civitella del Tronto" até 20 de março).

- No dia 11 de setembro de 1860, o exército do Reino da Sardenha invadiu os Estados Pontifícios. Foi o início de uma vitoriosa campanha militar que até o dia 29 de setembro conquistou os territórios da Legações Papais de Marcas e da Úmbria, estabelecendo uma ligação terrestre entre o norte e o sul da Itália.[150]
  - Entre os dias 04 e 05 de novembro, ocorreram plebiscitos separados nessas duas regiões, nos quais, quase todos os votantes, se manifestaram favoráveis à integração dessas regiões ao Reino da Sardenha. No dia 17 de dezembro, foram publicados os Decretos que formalizaram essas integrações. Desse modo, essas duas regiões passaram a ser regidas por uma monarquia constitucional.

Em 1861, o Reino da Itália abrangia quase toda a Península Itálica, com exceção da Região do Lácio (Estado Pontifício) (centro oeste); da Região do Veneto (nordeste) que fazia parte do Império Austríaco; e da República de San Marino

- Entre os dias 27 de janeiro (1º turno) e 03 de fevereiro (2º turno) de 1861, ocorreram as eleições parlamentares no Reino da Sardenha, que, naquele momento, já abrangia quase todo o território da Itália. O direito ao voto era restrito àqueles que para homens maiores do 25 anos que pagavam uma certa quantia de impostos por ano. Foram eleitos deputados deputados em 433 distritos eleitorais. No dia 17 de março, o Reino da Sardenha passaria a ser denominado como Reino da Itália.

- No dia 15 de junho de 1866, teve início a Guerra Austro-Prussiana. Naquele contexto, já existia um tratado secreto de Aliança Prussiana-Italiana, que tinha sido assinado em 08 de abril. o Reino da Itália tinha forte interesse nessa aliança pois seria a oportunidade para libertar o nordeste da Península Itálica (Região do Vêneto) do domínio do Império Austríaco. Desse modo, no dia 24 de junho, teve início a Terceira Guerra da Independência Italiana que resultou na assinatura: no dia 12 de agosto, do Armistício de Cormons; e, no dia 03 de outubro, do Tratado de Viena, por meio do qual o Império Austríaco, abriu mão de sua soberania sobre a Província de Mântua e da Região do Vêneto, mas manteve o controle sobre a Região do Trentino.
  - Nesse contexto, nos dias 21 e 22 de outubro, foram realizados plebiscitos na Província de Mântua e da Região do Vêneto que indagaram à população sobre sua vontade para fins de integração ao Reino da Itália. Conforme a vontade manifestada no plebiscito, no dia 04 de novembro foi publicado o Decreto Real que determinou a integração da Província de Mântua e da Região do Vêneto ao Reino da Itália, uma monarquia constitucional.

- Após a derrota da França na Batalha de Sedan (01 e 02 de setembro de 1870), durante a Guerra Franco-Prussiana, as tropas francesas foram retiradas de Roma. Nesse contexto, no dia 20 de setembro, tropas italianas ingressaram em Roma. Isso permitiu que, no dia 02 de outubro, fosse realizado um plebiscito, no qual a população da Região do Lácio se manifestou favoravelmente à integração ao Reino da Itália. Em consequência, no dia 09 de outubro, foi publicado o Decreto que incorporou a Região do Lácio ao Reino da Itália, uma monarquia constitucional.

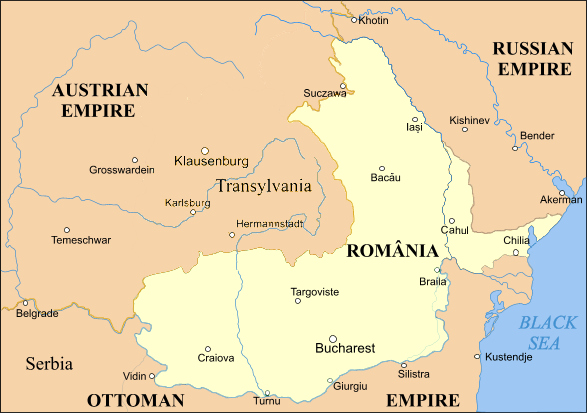
Em 1866, a Romênia era limitada ao território dos Principados Unidos da Valáquia e Moldávia

- No dia 1º de julho de 1866, foi publicada a Constituição dos Principados Unidos da Valáquia e Moldávia (sul e leste da Romênia).[151] Essa Constituição tomou como base as disposições da Constituição da Bélgica de 1831 (vide: Revolução Belga) e que duraria até 1923.
  - Desse modo, a Romênia se tornou uma monarquia constitucional hereditária com princípios democráticos como: separação de poderes, responsabilidade ministerial, direitos e liberdades civis, mas manteve o voto censitário.

- Em setembro de 1868, ocorreu a Revolução de 1868 na Espanha, que encerrou o Reinado de Isabel II de Espanha e deu início ao Sexênio Democrático (1868-1874), durante o qual foram realizadas, entre 15 e 18 de janeiro de 1869, eleições para Cortes Constituintes, nas quais foi adotado o sufrágio universal masculino, que deu o direito de voto a quase quatro milhões de homens com mais de 25 anos,[152] dos quais mais da metade eram analfabetos.[153] No dia 29 de dezembro de 1874, ocorreu um pronunciamento militar que restaurou a monarquia na Espanha por meio da coroação do Rei Afonso II. Esse processo resultou na Constituição espanhola de 1876, que tinha as seguintes características:
  - Os direitos e deveres dos cidadãos estão limitados pelas leis ordinárias;
  - O poder legislativo compartilhado entre as cortes (parlamento) e o Rei, podendo este último vetar leis e dissolver as câmaras;
  - A Coroa tem o poder executivo, podendo nomear o chefe de governo e os ministros;
  - As cortes eram bicamerais, com um senado formado por designação real e um congresso eleito por sufrágio censitário (a partir de 1890, a eleição passou a ser por meio de sufrágio universal masculino);
  - Estabelecia um estado confessional católico, que tolerava as outras religiões contanto que a respeitem.

- No dia 03 de fevereiro de 1870, foi ratificada a Décima Quinta Emenda à Constituição dos Estados Unidos que proibiu que o governo federal e cada estado negasse ou restringisse o direito de voto de um cidadão "por causa de raça , cor ou condição anterior de servidão".[154]

- Em 1893, a Nova Zelândia concedeu o direito de voto às mulheres.